# Polskie encyklopedie
Polskie encyklopedie – encyklopedie napisane lub przetłumaczone z języków obcych przez Polaków, wydane w Polsce lub za granicą w języku polskim (lub innych językach uniwersalnych, np. łacińskim, angielskim). Artykuł zawiera listę encyklopedii opublikowanych w Polsce lub za granicą w formie książkowej w języku polskim lub z użyciem tego języka oraz przetłumaczonych z języków obcych na ten język.

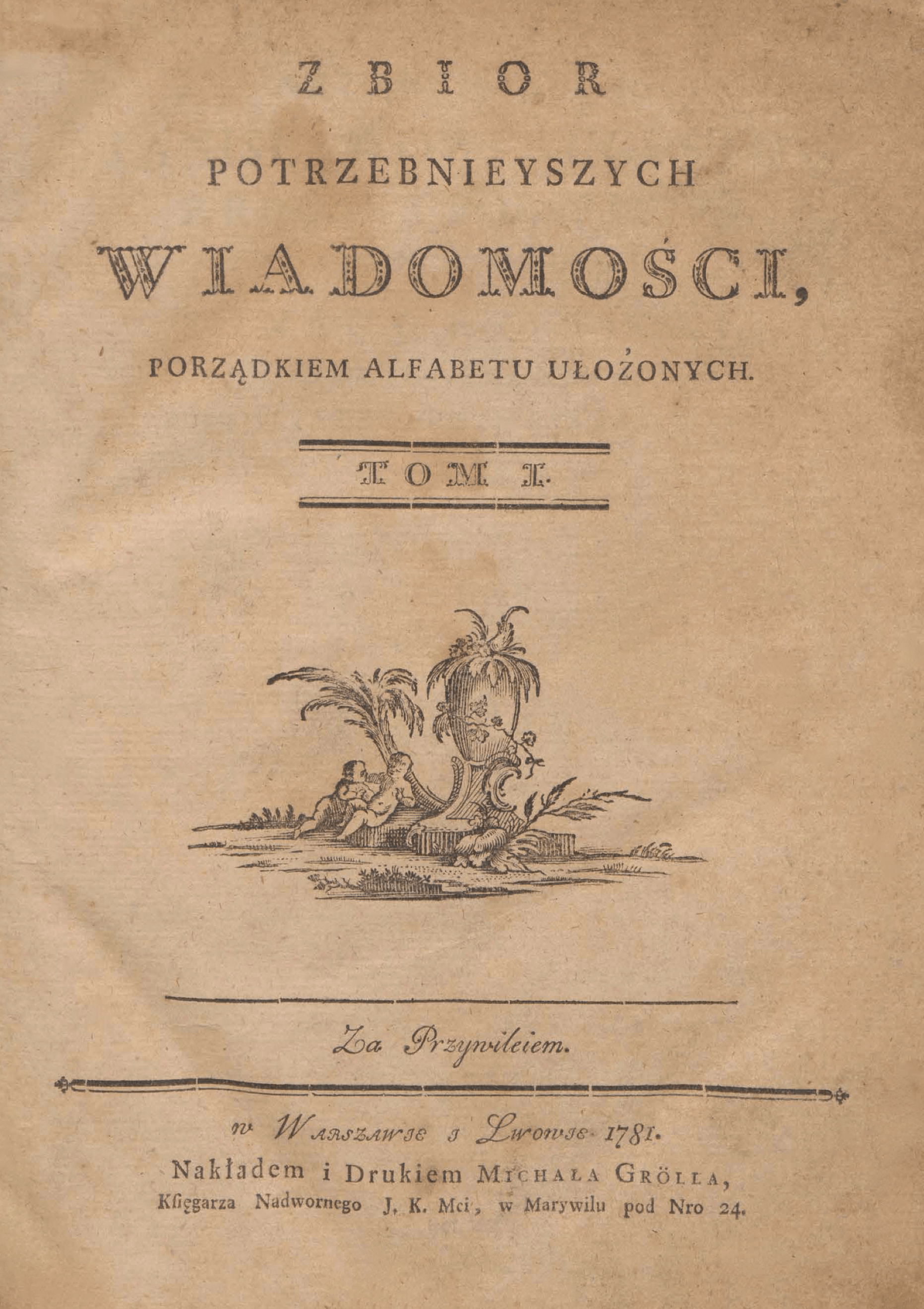
„Zbiór potrzebniejszych wiadomości”. Encyklopedia Ignacego Krasickiego z 1781 roku

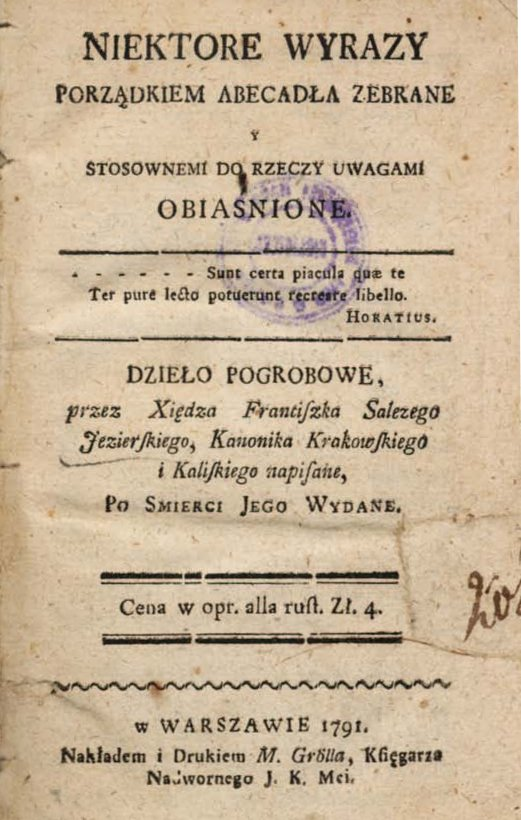
Niektóre wyrazy porządkiem abecadła zebrane, Franciszka Jezierskiego z 1791 roku

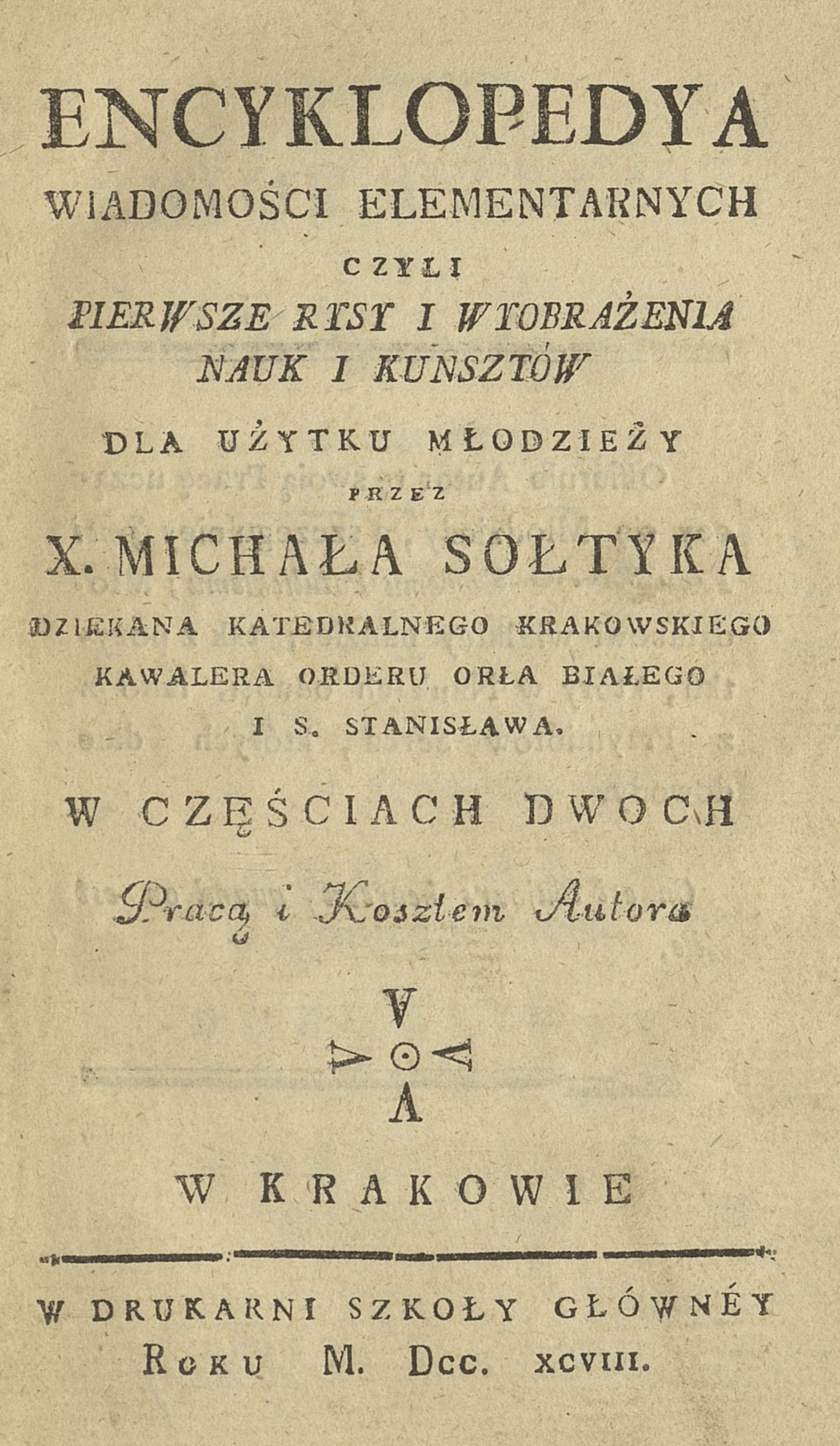
Encyklopedya Wiadomości Elementarnych, Michał Sołtyk, 1798

## Geneza
Zanim nastały czasy encyklopedystów, wiedza ogólna zawierała się w rękopiśmiennych lub drukowanych publikacjach mających charakter kompendiów, takich jak zielnik lub herbarz . Wydawnictwa tego rodzaju zaczęły pojawiać się już na przełomie średniowiecza i renesansu, i na ogół zawierały opisy roślin, ale niekiedy także minerałów i substancji. Miały one charakter opisowy, ale jako pierwsze wprowadzały hasłowy, choć zwykle nie alfabetyczny układ definicji .
Pierwsze encyklopedie w języku polskim zaczęły ukazywać się w formie drukowanej w początku XVII wieku .

## Encyklopedie ogólne

### Pierwsza Rzeczpospolita
- zaginiony pergaminowy inkunabuł, którego fragment odkrył Zygmunt Gloger w bibliotece pobernardyńskiej w Tykocinie[1] ,
- Inventores rerum, albo krótkie opisanie kto co wynalazł i do używania ludziom podał, 1 tom, Jan Protasowicz, 1608, Wilno, Oficyna Jana Karcana,
- Encyclopaedia Natvralis Entis: In genere & specie Doctrinâ Peripateticâ, ad mentem Doctoris Angelici expressa. A Stanislao Stokowski, Auditore Cursus, ab Admodum Rndo olim Gabriele Wladislawski, Fundati. In florentissima Academia Cracouiensi publice ad disputandum proposita. Anno 1637. Mense April. Die... Hora... Praesidente V.M. Ioachimo Speronowic tum eiusdem Cursus Profess (informacje zaczerpnięte ze wszystkich dziedzin przyrody, filozofji, polityki, etyki), Stanisław Stokowski, In Officina Typ. Matthiae Andreouiensis, Akademia Krakowska, Kraków, 1637,
- Nowe Ateny, 1 tom, Benedykta Chmielowskiego, 1745-1756[2] [1] ,
- Krótkie zebranie zarzutów ciekawych o rzeczach tego świata pod, zmysły nam podpadających i je zadziwiających ku pożytkowi młodzi zwięzłemi odpowiedziami ułatwione – rozdz. o świecie, jego właściwościach fizycznych, geograficznych, atmosferycznych, o wodzie itp., Józef Iwanicki, Berdyczów (1777)[3] [4] ,
- Zbiór potrzebniejszych wiadomości, Ignacy Krasicki, 2 tomy, T. 1 A-K, T. 2 L-Z, nakładem Michała Grölla, Warszawa-Lwów, 1781–1783, wydanie II, uzupełnione, sześciotomowe, red. Adam Jakubowski, druk w Warszawie Natan Glücksberg w latach 1828–1831[5] ,
- Historia naturalna Królestwa Polskiego, Remigiusz Ładowski, 1 tom, dwa wydania Kraków 1783-1804[6] [7] ,
- Abrégé de toutes les sciences à l’usage des enfans de deux sexes; pour servir de suite au livre des enfans. Krótkie zebranie wszystkich nauk ku pożytkowi młodzi obojej płci albo część druga książki dla dzieci, encyklopedia dla młodzieży, Jean Henri Samuel Formey, Warszawa (1787)[4] ,
- Niektóre wyrazy porządkiem abecadła zebrane i stosownemi do rzeczy uwagami objaśnione, 1 tom, Franciszek Jezierski, Warszawa, 1791,
- Encyklopedya Wiadomości Elementarnych Czyli Pierwsze Rysy I Wyobrażenia Nauk I Kunsztów: Dla Użytku Młodzieży / Przez X. Michała Sołtyka, 2 tomy, Część I: O religji, językach, literach, druku, wymowie, rymotwórstwie, metafizyce, żeglarstwie, o monetach, mitologji itp. – Część II: o kunsztach: o rolnictwie, budownictwie, sztychu, snycerstwie, odlewaniu posągów, muzyce, tańcu, red. Michał Sołtyk, Jan Kanty Potulicki, Drukarnia Szkoły Głównej Koronnej, Kraków 1798[8] ,

### Okres zaborów

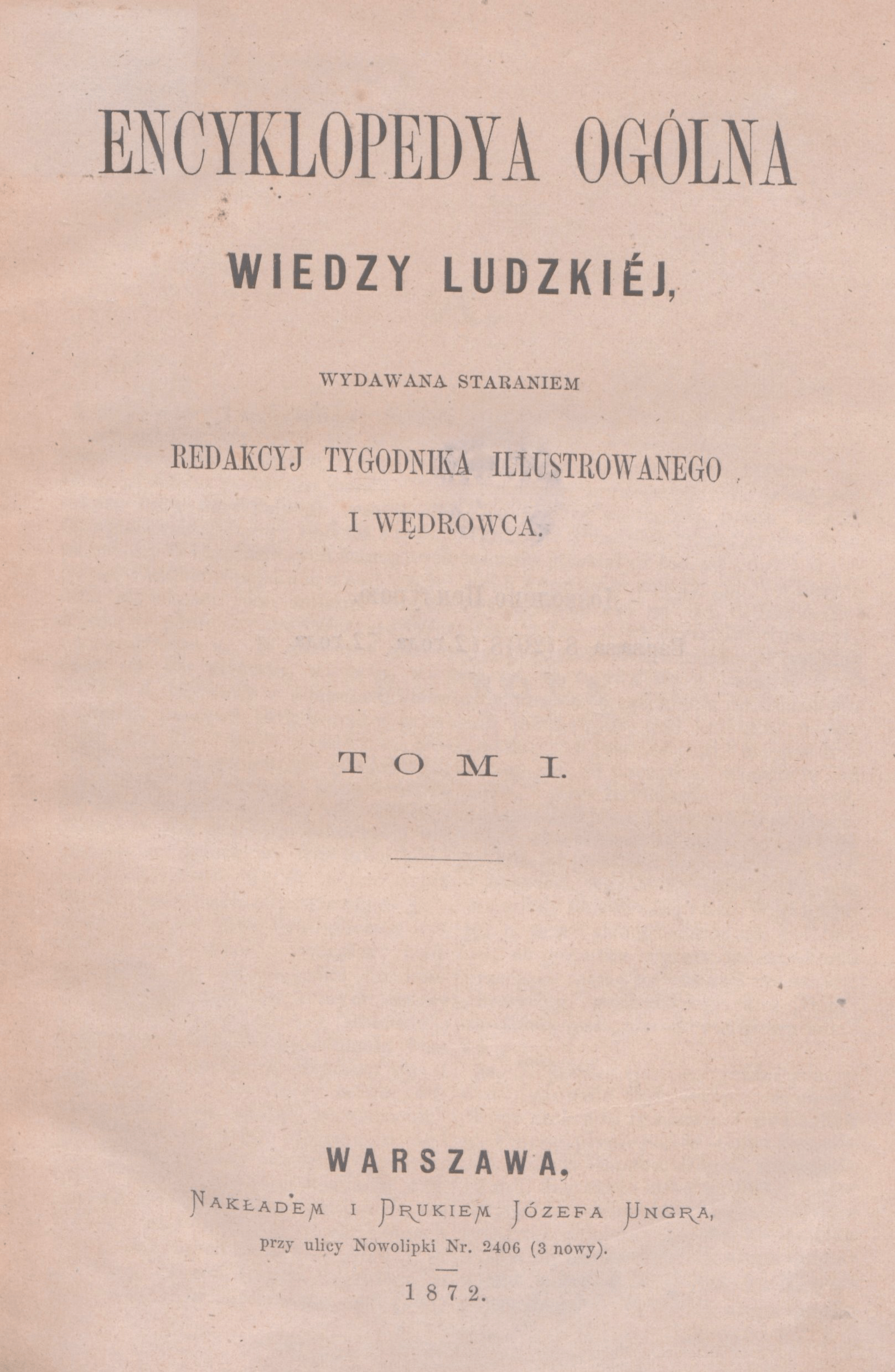
Pierwszy z 12 tomów Encyklopedii ogólnej wiedzy ludzkiej, 1872

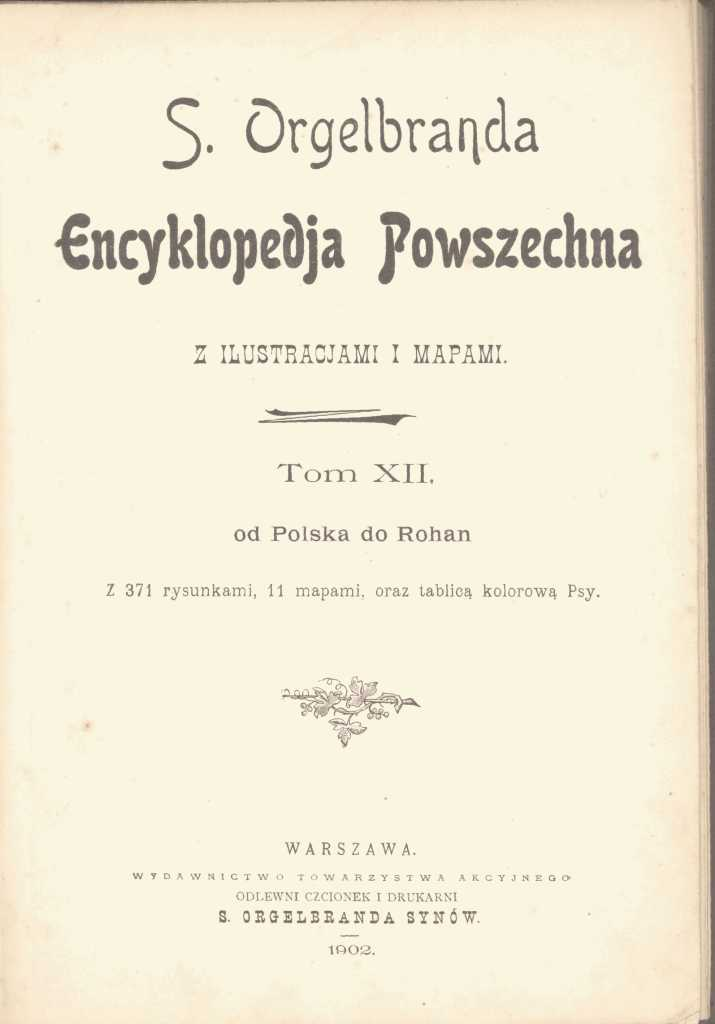
S. Orgelbranda Encyklopedja Powszechna z 1902 roku

- Zbiór krótki encyklopedyczny wszystkich umiejętności pomnożony historyą powszechną aż do naszych czasów, t. 1, 431 s., przekład z francuskiego Abrégé encyclopedique de toutes les sciences augmentée de l’histoire universelle jusqu'à nos jours w tłumaczeniu Jacka Krusińskiego, autor oryginału Jean Hautepierre, Druk Wilhelm Bogumił Korn, Wrocław, Dwa wydania 1804 i poprawione 1806[9] ,
- Encyklopedya popularna: obeymuiąca umieiętności, sztuki i rzemiosła wyłożone sposobem przystępnym dla wszystkich klass: ogłoszona w Londynie pod opieką Towarzystwa Zatrudniaiącego się Rozszerzaniem Umieiętności Użytecznych, tomy 1-6, t. I (148 s.), tłumaczenie Antoni Krauz, Drukarnia J. Węckiego, Warszawa 1830[10] ,
- Encyklopedia obrazowa systematyczna. Encyklopedja powszechna; zbiór wiadomości najpowszechniejszych dla wszystkich stanów.” 9 tomów, t. I (768 s.), t. II (716 s.), t. III (768 s.), t. IV (687 s.), t. IX (256 s.), Antoni Chlebowicz, Leon Rogalski, wyd. August Glücksberg, Teofil Glücksberg, Wilno-Warszawa, 1835-1840[1] ,
- Mała Encyklopedia Polska, 2 tomy, t. 1 A-K (478 s.), t. 2 L-Ż (608 s.), Stanisław Plater, wyd. Ernesta Günthera, Gniezno-Leszno, 1841-1847[1] ,
- S.Orgelbranda Encyklopedia Powszechna (1859), 28 tomów, T. 1 (A-Aos, 999 s.), T. 2 (Ap-Bąk, 1088 s.), T. 3 (B-Bol, 982 s.), T. 4 (Bol-Cec, 984 s.), T. 5 (C-Cul, 983 s.), T. 6 (Cul-Den, 983 s.), T. 7 (Den-Eck, 983 s.), T. 8 (Eck-Flem, 983 s.), T. 9 (Flem-Glin, 984 s.), T. 10 (Glin-Guis, 983 s.), T. 11 (Gui-Hof, 983 s.), T. 12 (Hof-Jan, 983 s.), T. 13 (Jan-Kapil, 983 s.), T. 14 (Kapil-Kodeń, 983 s.), T. 15 (Kodesz-Krasiń, 983 s.), T. 16 (Krasiń-Libelt, 983s.), T. 17 (Libelt-Marek, 983.), T. 18 (Maremmy-Mstów, 983 s.), T. 19 (Msta-Optymaci, 983 s.), T. 20 (Optymaci-Polk, 983 s.), T. 21 (Polk-Realne szkoły i nauki, 983 s.), T. 22 (Realne szkoły i nauki-Saski błękit, 983 s.), T. 23 (Saski błękit-Starowiercy, 983 s.), T. 24 (Starowiercy-Tarnogrodzka konfederacyja, 979 s.), T. 25 (Tarnogrodzka konfederacyja-Uła, 983 s.), T. 26 (Uła-Wikaryusz, 983 s.), T. 27 (Wikaryusz-Wybrzeże, 983 s.), T. 28 (Wybrzeże-Żyżmory, 1198 s.). Encyklopedię redagował komitet redakcyjny złożony z wielu wybitnych przedstawicieli polskiej inteligencji XIX wieku, autorami haseł byli m.in. Jerzy Alexandrowicz, Władysław Ludwik Anczyc, Ignacy Chodźko, Oskar Kolberg, Ludwik Kondratowicz, Józef Korzeniowski, Józef Ignacy Kraszewski, Jan Papłoński, Jan Feliks Piwarski, wyd. Samuela Orgelbranda, Warszawa, 1859–1868; reprint 1984–1985[2] [11] ,
- Encyklopedia ogólna wiedzy ludzkiej, 12 tomów, T. 1 (A-Arideus, 480 s.), T. 2 (Aridura-Blaszka, 478 s.), T. 3 (Blaszkoskrzelne Mięczaki-Chojnacki, 478 s.), T. 4 (Chojnice-Dupuytren, 478 s.), T. 5 (Duquela-Gatti-Gamona, 480 s.), T. 6 (Gatunek-Hohol, 480 s.), T. 7 (Holandya-Kiresza, 480 s.), T. 8 (Kirgiz-Kajsaki-Likurg, 480 s.), T. 9 (Lilak-Orleańska dziewica, 480 s.), T. 10 (Orleański dom-Rostow nad Donem, 480 s.), T. 11 (Rostowcow-Trubeż, 480 s.), T. 12 (Truchsess-Zyźmory, 480 s.), Redakcje gazet: „Tygodnika Ilustrowanego” oraz „Wędrowca”, nakładem i drukiem Józefa Ungra, Warszawa 1872-1877[12] ,
- Podręczna encyklopedya powszechna, dwa wydania: pierwsze w latach 1873–1875 – 3 tomy z atlasem, T. 1 (A-Gyrophora, 946 s.), T. 2 (2, Od H. do Mzeńsk, 660 s.), T. 3 (3, Od N. do Żywotna siła, 920 s.), wyd. pracą i staraniem Adama Wiślickiego, nakł. Redakcyi Przeglądu Tygodniowego, Drukarnia Przeglądu Tygodniowego, Warszawa, 1873, drugie wydanie Encyklopedia Podręczna Powszechna, podług 5go wydania Meyera, opracowana i uzupełniona pod przewodnictwem Adama Wiślickiego, red. Przeglądu Tygodniowego, 6 tomów, t. I– VI, A– Z. t.I (A-B, 612 s.), t. 2 (C-F, 632 s.), t. 3 (G-J, 460 s.), t. 4 (K-M, 708 s.), t. 5 (N-R, 576 s.), t. 6 (S-Ż, 734 s.), Warszawa, wydaw. i druk. Przeglądu tygod., Gebethner i Wolff, 1895-1901[11] [12] ,
- Encyklopedia Powszechna S. Orgelbranda (1872), 12 tomów, tzw. „mały Orgelbrand”, T. 1 (A-Baranowski, 480 s.) – T. 2 (Baranowski-Casuriana, 480 s.), T. 3 (Casus beli-Dżylkuwar, 484 s.), T. 4 (E-Granada, 480 s.), T. 5 (Granada-Japet, 494 s.), T. 6 (Japonia-Krzyca, 480 s.), T. 7 (Krzycki – Minasowicz, 480 s.), T. 8 (Minasowicz-Pawlikowski, 480 s.), T. 9 (Pawliszczew-Quod-libet, 480 s.), T. 10 (R-Śledziona, 480 s.), T. 11, T. 12, red. Stanisław Kramsztyk, Józef Krzywicki, Stanisław Mieczyński, Adolf Nakeski, współpracownicy: Władysław Nowca, Bronisław Chlebowski, Karol Messing, Zygmunt Kramsztyk, Izaak Kramsztyk, Aleksander Wejnert, Zygmunt Gepner, Adam Rzążewski, Adam Bełcikowski, Warszawa, trzy wydania: 1872-1876; 1877-1879; 1883-1884[12]
- Encyklopedya powszechna kieszonkowa wraz ze słownikiem wyrazów obcych w języku polskim używanych, 1 tom, t. I (2044 s.), 52 kolorowe tablice, Nakład druk i własność Noskowskiego, Warszawa 1887–1891[11] ,
- Wielka encyklopedia powszechna ilustrowana Saturnina Sikorskiego, 55 tomów, T. 1-2 (A – Ammophila, 1048 s.), T. 3-4 (Ammophila-Armenini), T. 5-6 (Armeńska-Barthold), 7-8 (Bartholdi-Boffalora), 9-10 (Bóg-Canizares), T. 11-12 (Cankow Dragan-Chomik), T. 13-14 (Cieszyn-Damboza), T. 15-16 (Dambrowski – Drogi), T. 17-18 (Drogi bite – Ekliptyczne spółrzędne), T. 19-20 (Ekliptyka – Falklirk), T. 21-22 (Falkland – Franchomme), T. 23-24 (Franciszek – Geometrya), T. 25-26 (Giersz – Gruziński), T. 27-28 (Grzyby – Hilchen), T. 29-30 (Hirschberg – Instrumenty muzyczne), T. 31-32 (Instygator – Joel Manuel), T. 33-34 (Joerg – Karyszew), T. 35-36 (Karzeł – Kolberg), T. 37-38, Kolberg Oskar – Kororofa, T. 39-40 (Körös – Królestwo Polskie), T. 43-44 (Latham – Łekno), T. 45-46 (Łekno – Miedzi ortęć), T. 49-50 (N – Nikator), T. 51-52 (Nike – Oko), T. 53-54 (Oko świata – Ożwia i dopełnienia na literę O), red. Antoni Pietkiewicz, Ludwik Krzywicki i Mieczysław Rulikowski, wyd. zaplanowane na 80. tomów po 500 str. każdy, niedokończone, wydane tylko do litery P, zostało przerwane przez wybuch I wojny światowej, Warszawa, 1890–1914,
- S. Orgelbranda Encyklopedia Powszechna z ilustracjami i mapami, wydanie ilustrowane, 18 tomów, T. 1 (A do Ażur, 647 s.), T. 2 (B do Borysz), T. 3 (Boryszewski do Constable), T. 4 (Constans do Dżyhad, 624 s.), T. 5 (E do Fyt, 597 s.), T. 6 (G do Herburty, 640 s.), T. 7 (Hercegowina do Jylland, 601 s.), T. 8 (K do Kruszyński, 640 s.), T. 10 (Marrast do Nyx, 601 s.), T. 11 (O do Polonus, 615 s.), T. 12 (Polska do Rohan, 640 s.), T. 13 (Rohatyn do Soveregin, 640 s.), T. 14 (Sowa do Tzschirner, 667 s.), T. 15 (U do Yvon, 574 s.), T. 16 (Z – Żyżmorskie starostwo i Suplement), (16 tomów podstawowych), T. 17 (Suplement II cz. 1, Aakjaer do Jużakow), T. 18 (Suplement II cz. 2, Kaan-Albert – Żytomierz; uzup. do Suplementu II, Abegg – Wilson), Wydawnictwo Towarzystwa Akcyjnego Odlewni Czcionek i Drukarni S. Orgelbranda Synów, Warszawa, 1898–1904, Suplementy wyd. 1911–1912[13] ,
- Encyklopedia. Zbiór wiadomości z wszystkich gałęzi wiedzy, wydanie I, 2 tomy, t. I (A-K, 788 s.), t. 2 (L-Z, 1045 s.), nakł. Macierzy Polskiej, druk. E. Winiarza, Lwów 1898[11] ; wydanie II, 2 tomy, t. I (A-M), t. II (M-Ż, 1128 s.), nakł. Macierzy Polskiej, Lwów 1905-1907,
- Księga ilustrowana wiadomości pożytecznych: popularny podręcznik encyklopedyczny z dziedziny: aeronautyki, anatomii, architektury, astronomii, botaniki, chemii, elektrotechniki, fizyki, fizyologii, geologii, geografii fizycznej, hygieny, kosmografii, matematyki, medycyny, mineralogii, meteorologii, ogrodnictwa, przemysłu, rolnictwa, sztuki, technologii, wojskowości, zoologii, żeglarstwa objaśniony 2500 rysunkami, 1 tom, t. I (1080 s.), wyd. Michał Arct, Warszawa 1899,
- Encyklopedya podręczna, ilustrowana: według 2-go najnowszego wydania „Macierzy Polskiej” we Lwowie, uzupełniona i opracowana do użytku naszych czytelników, 2 tomy, ilustracje, T. 1 (A-Ł, 975 s.), Ludwik Finkel, Henryk Kopia, aut. Władysław Bełza, Zygmunt Fiszer, Ignacy Zakrzewski, Lwów 1905,
- Encyklopedia podręczna ilustrowana według 2 najnowszego wydania „Macierzy Polskiej” we Lwowie, uzupełniona i opracowana do użytku naszych czytelników, 4 tomy, T. 1 (482 s.), T. 2 (470 s.), T. 3 (487 s.), T. 4 (423 s.), Macierz Polska, nakładem „Słowa”, Warszawa, 1905–1906,
- Encyklopedya polska, 25 tomów, t.I (686 s.), 36 map i 15 rycin, Polska Akademia Umiejętności, Kraków 1912-1919,
- Encyklopedia popularna ilustrowana treść wszystkich gałęzi wiedzy ludzkiej, podana przystępnie, tomy 1-4, czarno białe zdjęcia, tablice, rysunki, mapy i schematy, tom. I, 399 s., 1909,tom. II, 352 s., 1910, tom. III, 319 s., 1911, tom. IV,  545 s., 1912, Warszawa, 1909–1912,
- Encyklopedia syntezy nauk, 4 tomy, T. 1 (295 s.), Basopedya, T. 2, Kosmodycea (289 s.), T. 3, Antropodycea (383 s.), T. 4, Teodycea (289 s.), napisał Antoni Sebastian Molicki, Kraków, Katolicka Spółka Wydawn., S. Martyński, 1914–1915.

### Druga Rzeczpospolita

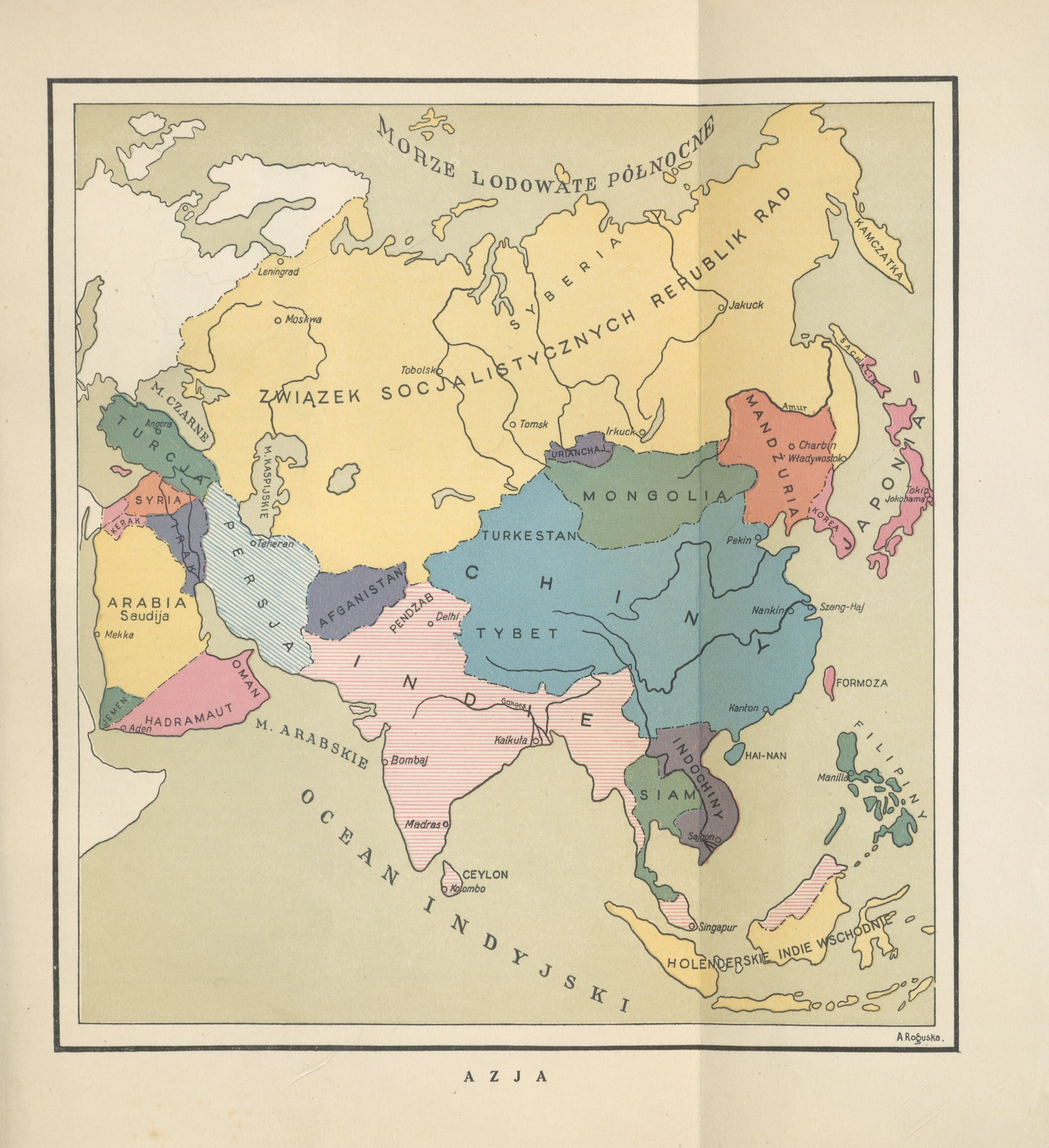
Kolorowa mapa Azji z M. Arcta nowoczesnej encyklopedii ilustrowanej z 1938

- Ilustrowana encyklopedia Trzaski, Everta i Michalskiego, 5. tomów, T. 1 (A-E, 1088 s.), T. 2 (F-K, 1216 s.), T. 3 (L-O, 1056 s.), T. 4 (P-Sh, 1216 s.), T. 5 (Si-Z, 1240 s.), ilustracje, fotografie, mapy, kolorowe litografie, druk dwuszpaltowy, red. Stanisław Lam, Warszawa, 1924–1938,
- Ilustrowana Encyklopedia Trzaski, Everta i Michalskiego, 31 tomów, T. 1 – (A-B, 478 s.), T. 2 (C-E, 575 s.), T. 3 (F-H, 582 s.), T. 4 (I-K, 575 s.), T. 5 (L-Mj, 523 s.), T. 6 (Ml-O, 492 s.), T. 6 (P-Pr, 527 s.), T. 7 (P-Sh, 635 s.), T. 9 (Si – U, 627 s.), T. 10 (U-Z, 575 s.), T. 11 (A – 495 s.) T. 12 (E – K, 526 s.), T. 13 (L – Po, 499 s.), T. 14 (Pr – Ż, 475 s.) T. 15 (Suplement A-B, 538 s.), T. 16 (Suplement B-Fia, 539 str.), T. 17 (Suplement Fib-I, 537 s.), T. 18 (Suplement J-Lat, 536 s.), T. 19 (Suplement Lat-Nir, 566 s.), T. 20 (Suplement Nishinomiya-PŻM, 566 s.), T. 21 (Suplement Qingdao-Szalonek, Witold, 534 s.), T. 22 (Suplement Szałamow-Warłam T.-żywotnikowiec, 712 s.), T. 23 (Encyklopedia Geografii, A-K, 471 s.), T. 24 (Encyklopedia Geografii, L-Ż, 480 s.), T. 25 (Encyklopedia Nauki i Techniki, A-fyllit), T. 26 (Encyklopedia Nauki i Techniki, G-mysz), T. 27 (Encyklopedia Nauki i Techniki, N-rzutnik), T. 28 (Encyklopedia Nauki i Techniki, S-źródło), T. 29 (Encyklopedia Biografie, A – Byron), T. 30 (Encyklopedia Biografie, F – Juwenalis), T. 31 (Encyklopedia Biografie, K – Myśliwski), Stanisław Lam, Trzaski, Wyd. Everta i Michalskiego, Warszawa 1927,reprint w latach 1987–2000.

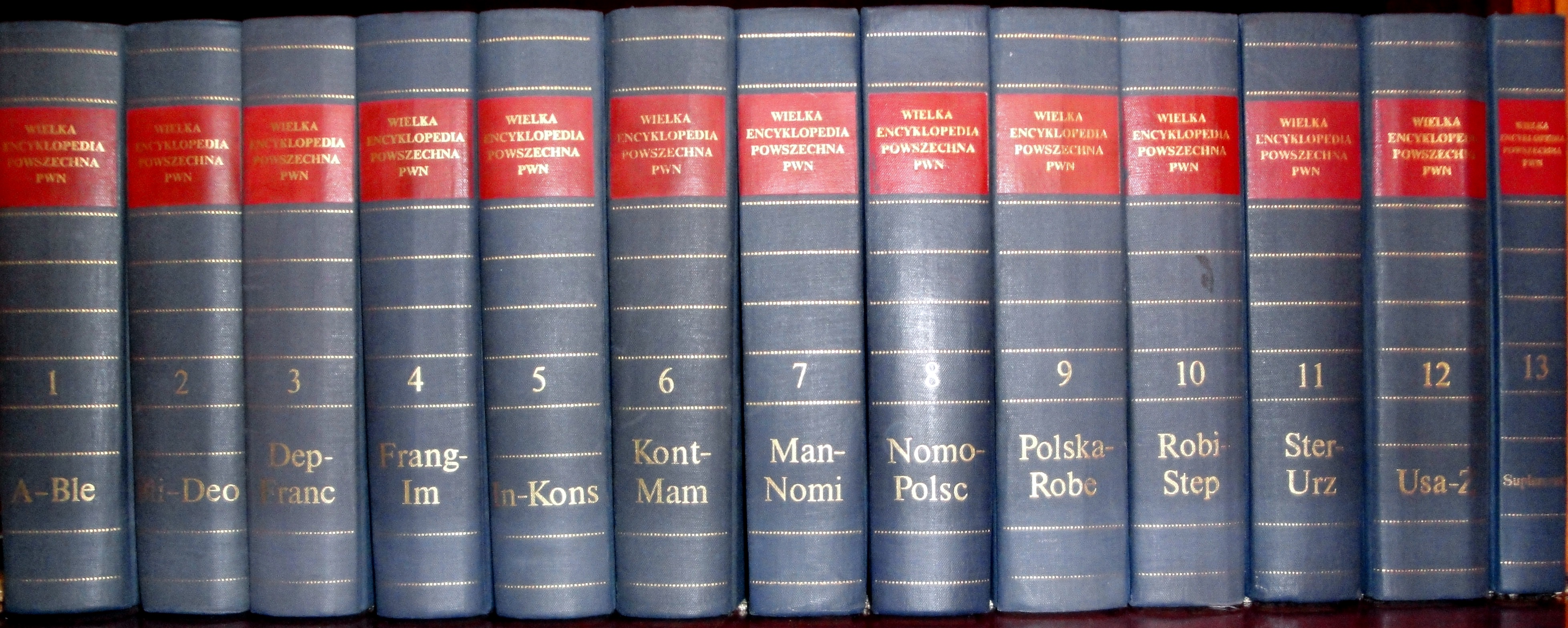
Wielka encyklopedia powszechna PWN, tomy 1-13

- Wielka encyklopedia powszechna PWN, tomy 1-13Encyklopedia powszechna w dwu tomach Trzaski, Everta i Michalskiego, 2 tomy, T. 1 (A-M), T. 2 (N-Ż), 1240 s., 526 ilustracji, 47 tablic kol. polityczna mapa świata i Polski, red. Stanisław Lam, Księgarnia Wydawnicza Trzaska, Evert i Michalski, Warszawa, dwa wydania w latach 1932-1933,
- Encyklopedia Powszechna Ultima Thule, 10 tomów, T. 1 (A – Bhagalpur), T. 2 (Bhagavadgita – Delboeuf), T. 3 (Delbrück – Garnier), T. 4 (Garnieryt – Instancja), T. 5 (Insterburg – Koreccy), T. 6 (Korek – Mako), T. 7 (Makolągwa – Obra), T. 8 (Obrabiarki – Q), T. 9 (S – Spa), do roku 1939 ukazało się dziewięć tomów (litery A-Spa), druk 10. tomu przerwał wybuch II wojny światowej, Warszawa, 1927–1939,
- Encyklopedia PWN

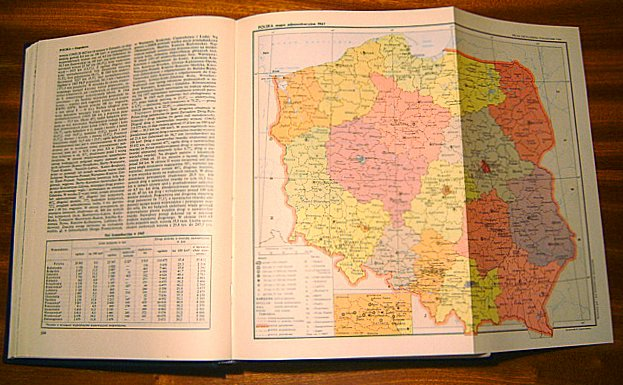
Encyklopedia PWN

Wielka ilustrowana encyklopedja powszechna tzw. „Gutenberga”, 34 tomy: 1-18 tomy encyklopedii, 19-22 uzupełnienia, I-XII aktualizacje encyklopedyczne, T. 1 (A-Assuan, 320 s.), T. 2 (Assurbanipal do Caudry), T. 3 (Cauer Emil-Dewon, 320 s.), T. 4 (Dewsbury-Europa), T. 5 (Europejska równowaga do Grecka), T. 6 (Grecki język do Izasław), T. 7 (Izaszar do Kolejowe rozkłady jazdy), T. 8 (Kolejowe sądy rozjemcze do Laud), T. 9 (Lauda do Małpy), T. 10 (Małże do Morny Charles Auguste), T. 11 (Moroksyt do Optyka), T. 12 (Optymaci do Polowanie), T. 13 (Polska), T. 14 (Polska Agencja Telegraficzna do Rewindykacja), T. 15 (Rewir do Serbia), T. 16 (Serbowie-Szkocja), T. 17 (Szkocka literatura-Victor), T. 18 (Victor-Żyżmory), T. 19 (A-G, tom Uzupełniający), T. 20 (H-Ż, tom Uzupełniający), Wydawnictwo Gutenberga, Kraków, 1928-1934 ,

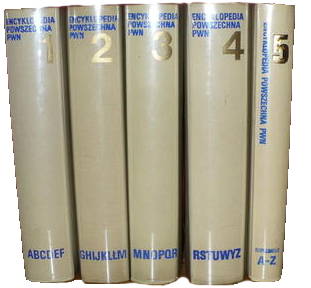
Encyklopedia powszechna PWN

- Encyklopedia powszechna PWNŚwiat i życie. Zarys encyklopedyczny współczesnej wiedzy i kultury, 5 tomów, pod redakcją Zygmunta Łempickiego, Książnica-Atlas, Lwów, 1933–1939,
- Encyklopedia powszechna dla wszystkich Trzaski, Everta i Michalskiego, pod red. dra Stanisław Lama, Warszawa 1936,
- Ilustrowana encyklopedia powszechna, 2 tomy, T. 1 (A-M, 424 s.), T. 2 (N-Z, 425 s.), (drugie wydanie), red. dr Marian Jerzy Wachtel, Wydawnictwo J. Przeworskiego, Warszawa 1937,
- Trzaski, Everta i Michalskiego Encyklopedia XX wieku, 1 tom, 2120 stron, fotografie, ilustracje oraz 16 kolorowych tablic, Stanisława Lama, Warszawa 1937[15] ,
- M. Arcta Nowoczesna Encyklopedia Ilustrowana, 2 tomy, t.I – (960 s.), kolorowe tablice, mapy złożone, t. II – (960 s.), kolorowe tablice, mapa złożona, ilustracje, errata, red. Michał Arct, Nakładem Zakładów Wydawniczych M. Arct, sp. akc., Warszawa 1937,

### PRL
- Encyklopedia – Świat w przekroju, kraje świata, polityka i gospodarka świata, organizacje i konferencje międzynarodowe, nauka, oświata, technika, kultura, sport, 32 tomy, Wiedza Powszechna, 1959-1991[16] ,
- Mała encyklopedia powszechna, 1 tom, Państwowe Wydawnictwo Naukowe (PWN), 1959,
- Wielka encyklopedia powszechna PWN, 12 tomów, 1962–1969, suplement jako tom 13, 1970,
- Polska. Zarys encyklopedyczny, PWN, 1 tom, Warszawa 1974[17] ,
- Encyklopedia powszechna PWN, 4 tomy, 1973–1976, suplement jako tom 5, 1988
- Encyklopedia popularna PWN (systematycznie aktualizowana, 37 wydanie miało miejsce w roku 2010), PWN, 1980 (I wyd.)

### Trzecia Rzeczpospolita
| Tytuł                                   | Tytuł                                   | Redaktor naczelny                             | Miejsce  | Wydawca              | Rok       | L.t.         | L.h.    | L.il.  |
| --------------------------------------- | --------------------------------------- | --------------------------------------------- | -------- | -------------------- | --------- | ------------ | ------- | ------ |
| Popularna encyklopedia powszechna       | wyd. 1                                  | Jan Pieszczachowicz                           | Kraków   | „Fogra”              | 1994–1998 | 12 + 1 supl. | 90 000  | 6 000  |
| Popularna encyklopedia powszechna       | wyd. 2                                  | Wojciech Adamski, Anna Jamróz                 | Kraków   | „Fogra”              | 2001–2003 | 12           | 90 000  | 6 000  |
| Popularna encyklopedia powszechna       | Popularna encyklopedia powszechna       | Marian Szulc                                  | Kraków   | „Pinnex”             | 1994–1998 | 22           | 100 000 | 8 000  |
| Nowa encyklopedia powszechna PWN        | wyd. 1.                                 | Barbara Petrozolin-Skowrońska                 | Warszawa | WN PWN               | 1997–2000 | 6 + 1 supl.  |         |        |
| Nowa encyklopedia powszechna PWN        | wyd. 2.                                 | Andrzej Dyczkowski                            | Warszawa | WN PWN               | 2004–2008 | 8            | 80 000  |        |
| Britannica: Edycja polska               | Britannica: Edycja polska               | Mortimer Adler, Wojciech Wolarski (wyd. pol.) | Poznań   | „Kurpisz”            | 1997–2005 | 48 + 1 supl. | 100 000 | 23 000 |
| Encyklopedia „Białych Plam”             | Encyklopedia „Białych Plam”             | Henryk Kiereś                                 | Radom    | „Polwen”             | 2000–2008 | 20           |         |        |
| Wielka encyklopedia PWN                 | Wielka encyklopedia PWN                 | Jan Wojnowski                                 | Warszawa | WN PWN               | 2001–2005 | 30 + 1 supl. | 140 000 | 15 000 |
| Wielka encyklopedia Oxford              | Wielka encyklopedia Oxford              | Hilary McGlyn                                 | Poznań   | „Oxford Educational” | 2003–2010 | 20           | 50 000  |        |
| Encyklopedia Gazety Wyborczej           | Encyklopedia Gazety Wyborczej           | Juliusz Rawicz                                | Warszawa | „Agora”              | 2004–2005 | 21           |         |        |
| Encyklopedia powszechna Rzeczpospolitej | Encyklopedia powszechna Rzeczpospolitej | Ryszard Kluszczyński                          | Kraków   | „Kluszczyński”       | 2009      | 13           |         |        |
| Encyklopedia powszechna PWN             | Encyklopedia powszechna PWN             | Bartłomiej Kaczorowski                        | Warszawa | WN PWN               | 2009–2010 | 30           | 80 000  | 20 000 |

#### Encyklopedie podręczne
- A-Z Mała encyklopedia PWN, 1995
- Encyklopedia PWN w trzech tomach, 1999
- Encyklopedia podręczna (40 tys. haseł, 2 tys. ilustracji), 2002, Wydawnictwo Kluszczyński
- Encyklopedia nowej generacji E2.0 (książka, DVD-ROM, serwis www), 2008, Wydawnictwo PWN,
- Nowa encyklopedia powszechna A-Z (40 tys. haseł), 2011, Wydawnictwo PWN

## Encyklopedie tematyczne

### Ogólne podstawy wiedzy, naukoznawstwo
| Tytuł                                                            | Redaktor naczelny   | Miejsce | Wydawca | Rok  | L.t. | L.h. | L.il. |
| ---------------------------------------------------------------- | ------------------- | ------- | ------- | ---- | ---- | ---- | ----- |
| Zwierciadło nauki. Mała encyklopedia polskiej nauki akademickiej | Piotr Hübner (aut.) | Kraków  | PAU     | 2013 | 1    |      |       |

### Filozofia
| Tytuł                                                             | Redaktor naczelny                                                   | Miejsce  | Wydawca                                    | Rok       | L.t. | L.h. | L.il. |
| ----------------------------------------------------------------- | ------------------------------------------------------------------- | -------- | ------------------------------------------ | --------- | ---- | ---- | ----- |
| Encyklopedja filozofji. Cz. 1: Historia filozofii w trzech tomach | Ignacy Myślicki                                                     | Warszawa | Towarzystwo Bratniej Pomocy Słuchaczów WWP | 1930      | 1    |      |       |
| Mała encyklopedia logiki (2 wydania)                              | Witold Marciszewski                                                 | Wrocław  | Ossolineum                                 | 1970      | 1    |      |       |
| Powszechna encyklopedia filozofii                                 | Mieczysław Albert Krąpiec, Andrzej Maryniarczyk, Marek Czachorowski | Lublin   | Polskie Towarzystwo św. Tomasza z Akwinu   | 2000–2009 | 10   |      |       |

### Nauki społeczne
| Tytuł | Redaktor naczelny | Miejsce  | Wydawca | Rok       | L.t. | L.h. | L.il. |
| --- | ----------------- | -------- | ------- | --------- | ---- | ---- | ----- |
| Encyklopedja nauk społecznych. Ekonomja polityczna, socjologja, statystyka, hygiena, pedagogika społeczna | Antoni Bądkowski  | Warszawa | „Głos”  | 1902–1903 |      |      |       |

#### Psychologia, pedagogika
| Tytuł                                | Redaktor naczelny                                                                         | Miejsce  | Wydawca           | Rok       | L.t. | L.h. | L.il. |
| ------------------------------------ | ----------------------------------------------------------------------------------------- | -------- | ----------------- | --------- | ---- | ---- | ----- |
| Encyklopedia wychowawcza (3 wydania) | Jan Tadeusz Lubomirski, Józef Kazimierz Plebański, Stanisław Przystański, Edmund Stawiski | Warszawa | Gebethner i Wolff | 1881–1890 | 4    |      |       |
| Podręczna encyklopedia pedagogiczna  | Feliks Kierski                                                                            | Lwów     | Książnica Polska  | 1923      | 2    |      |       |

#### Językoznawstwo, literaturoznawstwo
| Tytuł                                                         | Redaktor naczelny                                             | Miejsce  | Wydawca    | Rok       | L.t. | L.h. | L.il. |
| ------------------------------------------------------------- | ------------------------------------------------------------- | -------- | ---------- | --------- | ---- | ---- | ----- |
| Encyklopedia językoznawstwa ogólnego                          | Kazimierz Polański, Marian Jurkowski                          | Wrocław  | Ossolineum | 1993      | 1    |      |       |
| Encyklopedja nauk pomocniczych historji i literatury polskiej | Stanisław Ptaszycki (aut.)                                    | Lublin   | UL         | 1921      | 1    |      |       |
| Encyklopedia wiedzy o języku polskim                          | Stanisław Urbańczyk                                           | Wrocław  | Ossolineum | 1978      | 1    |      |       |
| Encyklopedia wiedzy o książce                                 | Aleksander Birkenmajer, Bronisław Kocowski, Jan Trzynadlowski | Wrocław  | Ossolineum | 1971      | 1    |      |       |
| Encyklopedia wiedzy o prasie                                  | Julian Maślanka                                               | Wrocław  | Ossolineum | 1976      | 1    |      |       |
| Literatura polska. Przewodnik encyklopedyczny                 | Czesław Hernas, Julian Krzyżanowski                           | Warszawa | PWN        | 1984–1985 | 2    |      |       |
| Liteartura polska. Encyklopedia PWN                           | Sławomir Żurawski                                             | Warszawa | WN PWN     | 2007      | 1    |      |       |
| Literatura świata. Encyklopedia PWN                           | Bartłomiej Kaczorowski, Anna Rossa                            | Warszawa | WN PWN     | 2006      | 1    |      |       |
| Polskie nazwy własne. Encyklopedia                            | Ewa Rzetelska-Feleszko                                        | Warszawa | IJP PAN    | 2005      | 1    |      |       |
| Słowiańska onomastyka. Encyklopedia                           | Jerzy Duma                                                    | Warszawa | TNW        | 2002      | 2    |      |       |

#### Archeologia
| Tytuł                             | Redaktor naczelny                                       | Miejsce  | Wydawca | Rok  | L.t. | L.h. | L.il. |
| --------------------------------- | ------------------------------------------------------- | -------- | ------- | ---- | ---- | ---- | ----- |
| Encyklopedia kultur pradziejowych | Michel Brezillon (aut.), Witold Hensel (red. wyd. pol.) | Warszawa | WAiF    | 1981 | 1    |      |       |

#### Historia
| Tytuł | Redaktor naczelny                                                                             | Miejsce  | Wydawca                  | Rok       | L.t. | L.h.  | L.il. |
| --- | --------------------------------------------------------------------------------------------- | -------- | ------------------------ | --------- | ---- | ----- | ----- |
| Historia świata. Encyklopedia PWN                                                                                     | Bartosz Działoszyński, Bartłomiej Kaczorowski, Mariusz Zwoliński                              | Warszawa | WN PWN                   | 2008      | 3    |       |       |
| Encyklopedia II wojny światowej                                                                                       | Kazimierz Sobczak, Witold Biegański                                                           | Warszawa | Wyd. MON                 | 1975      | 1    |       |       |
| Encyklopedia historii Drugiej Rzeczypospolitej                                                                        | Andrzej Garlicki                                                                              | Warszawa | Wyd. „Wiedza Powszechna” | 1999      | 1    |       |       |
| Encyklopedia historii gospodarczej Polski do 1945 roku                                                                | Antoni Mączak                                                                                 | Warszawa | Wyd. „Wiedza Powszechna” | 1981      | 2    |       |       |
| Encyklopedia historii Polski. Dzieje polityczne                                                                       | Jan Dzięgielewski                                                                             | Warszawa | Wyd. „Morex”             | 1994–1995 | 2    |       |       |
| Encyklopedia historii Stanów Zjednoczonych Ameryki. Dzieje polityczne: od Deklaracji Niepodległości do współczesności | Andrzej Bartnicki, Krzysztof Michałek, Izabella Rusinowa (aut.)                               | Warszawa | Wyd. „Morex”             | 1992      | 1    |       |       |
| Encyklopedia historyczna świata                                                                                       | Janusz Krzysztof Kozłowski                                                                    | Kraków   | AW „Opres”               | 1999–2003 | 14   |       |       |
| Encyklopedia kultury bizantyńskiej                                                                                    | Oktawiusz Jurewicz                                                                            | Warszawa | WUW                      | 2002      | 1    | 1 383 |       |
| Encyklopedia nauk pomocniczych historii (5 wydań)                                                                     | Władysław Semkowicz                                                                           | Kraków   | Koło Historyków UJ       | 1923      | 1    |       |       |
| Encyklopedia powstań śląskich                                                                                         | Franciszek Hawranek                                                                           | Opole    | IŚ                       | 1982      |      | 2 400 |       |
| Encyklopedia średniowiecza                                                                                            | Jerzy Rajman                                                                                  | Kraków   | Wyd. „Zielona Sowa”      | 2006      | 1    |       |       |
| Mała encyklopedia kultury antycznej A–Z                                                                               | Zdzisław Piszczek                                                                             | Warszawa | PWN                      | 1968      | 1    |       |       |
| Miasta polskie w tysiącleciu. Historia miast Polski                                                                   | Mateusz Siuchiński, Stefan Andrzejewski, Marian Haisig, Marian Gumowski, Zygmunt Wdowiszewski | Wrocław  | Ossolineum               | 1965–1967 | 2    |       |       |
| Polska niepodległa. Encyklopedia PWN                                                                                  | Bartłomiej Kaczorowski, Anna Rossa                                                            | Warszawa | WN PWN                   | 2008      | 1    |       |       |
| Starożytności Polskie                                                                                                 | Jędrzej Moraczewski, Emil Kierski, Antoni Popliński                                           | Poznań   | J.K. Żupański            | 1842–1852 | 2    |       |       |

##### Biografie, genealogia i heraldyka
| Tytuł                               | Redaktor naczelny                 | Miejsce  | Wydawca                       | Rok       | L.t. | L.h. | L.il. |
| ----------------------------------- | --------------------------------- | -------- | ----------------------------- | --------- | ---- | ---- | ----- |
| Polska encyklopedia szlachecka      | Stefan Janusz Starykoń-Kasprzycki | Warszawa | Instytut Kultury Historycznej | 1936–1938 | 12   |      |       |
| Wielkie biografie. Encyklopedia PWN | Bartłomiej Kaczorowski            | Warszawa | WN PWN                        | 2007–2008 | 3    |      |       |

##### Encyklopedie staropolskie
| Tytuł                                | Redaktor naczelny     | Miejsce  | Wydawca                      | Rok       | L.t. | L.h.   | L.il. |
| ------------------------------------ | --------------------- | -------- | ---------------------------- | --------- | ---- | ------ | ----- |
| Encyklopedia staropolska             | Stanisław Lam         | Warszawa | „Trzaska, Evert i Michalski” | 1937–1939 | 2    |        | 3 983 |
| Encyklopedia staropolska ilustrowana | Zygmunt Gloger (aut.) | Warszawa | P. Laskauer i W. Babicki     | 1900–1903 | 4    | <3 000 | 800   |
| Wielka encyklopedia staropolska      | Jacek Kowalski (aut.) | Dębogóra | Wyd. „Dębogóra”              | 2012      | 1    |        |       |

#### Socjologia, etnologia i nauki o kulturze
| Tytuł                                           | Redaktor naczelny                         | Miejsce            | Wydawca                        | Rok       | L.t. | L.h. | L.il. |
| ----------------------------------------------- | ----------------------------------------- | ------------------ | ------------------------------ | --------- | ---- | ---- | ----- |
| Encyklopedia kultury polskiej XX wieku          | Sław Krzemień-Ojak                        | Wrocław – Warszawa | Wyd. „Wiedza o Kulturze” – IKP | 1990–2000 | 13   |      |       |
| Encyklopedia polskiej emigracji i Polonii       | Kazimierz Dopierała                       | Toruń              | OW „Kucharski”                 | 1997–2007 | 5    |      |       |
| Encyklopedia socjologii                         | Zbigniew Bokszański                       | Warszawa           | Oficyna Naukowa                | 1998–2007 | 6    |      |       |
| Obyczaje, języki, ludy świata. Encyklopedia PWN | Bartłomiej Kaczorowski, Sławomir Żurawski | Warszawa           | WN PWN                         | 2007      | 1    |      |       |

### Nauki przyrodnicze

#### Geografia
| Tytuł                                | Redaktor naczelny                                        | Miejsce  | Wydawca                  | Rok       | L.t. | L.h.   | L.il. | L.m. |
| ------------------------------------ | -------------------------------------------------------- | -------- | ------------------------ | --------- | ---- | ------ | ----- | ---- |
| Encyklopedia geografii świata        | Joanna Maj-Szatkowska, Elżbieta Olszewska, Danuta Szweda | Warszawa | Wyd. „Wiedza Powszechna” | 1997      | 1    |        |       |      |
| Encyklopedia geograficzna świata     | Adam Jelonek                                             | Kraków   | AW „Opres”               | 1995–2001 | 10   |        |       |      |
| Encyklopedia Polski                  | Tadeusz Chrzanowski                                      | Kraków   | Wyd. „Kluszczyński”      | 1999–2005 | 10   | 10 000 |       |      |
| Geografia świata. Encyklopedia PWN   | Janusz Puskasz, Iwona Swenson                            | Warszawa | WN PWN                   | 2008      | 2    |        |       |      |
| Państwa świata. Encyklopedia PWN     | Bartłomiej Kaczorowski                                   | Warszawa | WN PWN                   | 2009      | 1    |        |       |      |
| Wielka encyklopedia geografii świata | Andrzej Kostrzewski                                      | Poznań   | Wyd. „Kurpisz”           | 1996–2002 | 22   |        |       |      |
| Wielka encyklopedia gór i alpinizmu  | Jan Kiełkowski, Małgorzata Kiełkowska                    | Katowice | Wyd. „Stapis”            | 1997–2015 | 7    | 22 256 | 5 355 | 805  |
| Wielka encyklopedia Polski           | Monika Karolczuk-Kędzierska, Andrzej Nowak               | Kraków   | Wyd. „Kluszczyński”      | 2004–2005 | 10   |        |       |      |
| Wielka encyklopedia tatrzańska       | Zofia Radwańska-Paryska, Witold Henryk Paryski (aut.)    | Poronin  | Wyd. Górskie             | 1995      | 1    |        |       |      |

- Mała encyklopedia metrologii, t. I (518 s.), red. Jerzy Bąk, ISBN 978-83-204-0819-5, Wyd. Nauk.-Techn., 1989.
- Encyklopedia palestyńska, T. 1, 9 zeszytów, red.: B. Cweibaum, Warszawa; Kraków: B. Cwejbaum, 1938–1939.

### Sztuka
| Tytuł                                                 | Redaktor naczelny                | Miejsce  | Wydawca                    | Rok  | L.t. | L.h.  | L.il. |
| ----------------------------------------------------- | -------------------------------- | -------- | -------------------------- | ---- | ---- | ----- | ----- |
| Encyklopedia kina                                     | Tadeusz Lubelski                 | Kraków   | Wyd. „Biały Kruk”          | 2003 | 1    | 5 250 | 2 300 |
| Encyklopedia polskiej psychodelii                     | Kamil Sipowicz (aut.)            | Warszawa | Wyd. „Krytyki Politycznej” | 2013 | 1    |       |       |
| Encyklopedia sztuki starożytnej                       | Kazimierz Michałowski            | Warszawa | WAiF                       | 1974 | 1    |       |       |
| Encyklopedia sztuki polskiej                          | Jan Ostrowski, Anna Śledzikowska | Kraków   | Wyd. „Kluszczyński”        | 2002 | 1    | 3 000 | 2 000 |
| Encyklopedia teatru polskiego                         | Bożena Frankowska                | Warszawa | WN PWN                     | 2003 | 1    |       |       |
| Mała encyklopedia sztuki polskiej                     | Aleksandra Górska                | Kraków   | Wyd. „Kluszczyński”        | 2005 | 1    |       |       |
| Wielka encyklopedia malarstwa polskiego               | Aleksandra Górska, Jan Ostrowski | Kraków   | Wyd. „Kluszczyński”        | 2011 | 1    | 2 000 | 2 000 |
| Seria: Encyklopedie Sztuki WAiF i PWN                 |                                  |          |                            |      |      |       |       |
| Encyklopedia ekspresjonizmu                           | Lionel Richard, Armin Arnold     | Warszawa | WAiF                       | 1996 | 1    |       |       |
| Encyklopedia malarstwa flamandzkiego i holenderskiego | Robert Genaille                  | Warszawa | WAiF                       | 2001 | 1    |       |       |
| Encyklopedia romantyzmu                               | Francis Claudon                  | Warszawa | WAiF                       | 1997 | 1    |       |       |
| Encyklopedia sztuki dekoracyjnej                      | Guillaume Janneau                | Warszawa | WAiF                       | 1978 | 1    |       |       |
| Encyklopedia sztuki francuskiej                       | Andrzej Dulewicz                 | Warszawa | WAiF                       | 1997 | 1    |       |       |

### Muzyka
| Tytuł                                                                           | Redktor naczelny                                        | Miejsce  | Wydawca                         | Rok       | L.t. | L.h.  | L.il. |
| ------------------------------------------------------------------------------- | ------------------------------------------------------- | -------- | ------------------------------- | --------- | ---- | ----- | ----- |
| Bliżej muzyki. Encyklopedia                                                     | Janusz Ekiert                                           | Warszawa | Wyd. „Wiedza Powszechna”        | 1994      | 1    |       |       |
| Encyklopedia muzyczna PWN                                                       | Elżbieta Dziębowska, Zofia Lissa                        | Kraków   | PWM                             | 1979–2012 | 12   | 9 700 |       |
| Encyklopedia muzyki                                                             | Andrzej Chodkowski                                      | Warszawa | WN PWN                          | 1995      | 1    |       |       |
| Encyklopedia muzyki country                                                     | Leszek C. Strzeszewski (aut.)                           | Warszawa | Wyd. „Trax”                     | 1994      | 1    |       |       |
| Encyklopedia muzyki popularnej                                                  | Marek Jakubowski, Wojciech Ossowski, Dionizy Piątkowski | Poznań   | OW „Atena”                      | 1996–2009 | 5    |       |       |
| Encyklopedia muzyki rozrywkowej                                                 | Wacław Panek (aut.)                                     | Warszawa | Wyd. „Świat Książki”            | 2000      | 1    |       |       |
| Encyklopedia polskiego rocka                                                    | Leszek Gnoiński, Jan Skaradziński                       |          | In Rock                         | 1996      | 1    |       |       |
| Encyklopedja muzyki                                                             | Józef Reiss (aut.)                                      | Warszawa | ZW M. Arct                      | 1924      | 1    |       |       |
| Kraftwerk i muzyczna rewolucja. Mała encyklopedia muzyki elektro i electro-funk | Piotr Mulawka (aut.)                                    | Konin    | Wyd. „Psychoskok”               | 2018      | 1    |       |       |
| Mała encyklopedia muzyki                                                        | Józef Reiss, Stefan Śledziński (oprac.)                 | Warszawa | PWN                             | 1960      | 1    |       |       |
| Mała encyklopedia muzyki                                                        | Władysław Józef Reiss (aut.)                            | Kraków   | PWM                             | 1995      | 1    |       |       |
| Mała encyklopedia muzyki                                                        | Stefan Śledziński                                       | Warszawa | PWN                             | 1968      | 1    |       |       |
| Muzyka. Encyklopedia PWN                                                        | Bartłomiej Kaczorowski, Sławomir Żurawski               | Warszawa | WN PWN                          | 2007      | 1    |       |       |
| Podręczna encyklopedia muzyki                                                   | Józef Władysław Reiss (aut.)                            | Kraków   | Wyd. „Wiedza – Zawód – Kultura” | 1949–1950 | 2    |       |       |
| Podręczna encyklopedia muzyki kościelnej                                        | Gerard Mizgalski                                        | Poznań   | Księgarnia św. Wojciecha        | 1959      | 1    |       |       |
| Rock encyklopedia                                                               | Wiesław Weiss                                           | Warszawa | Wyd. „Iskry”                    | 1994      | 1    |       |       |
| Rock'n'roll 1959–1973. Encyklopedia polskiej muzyki rockowej                    | Wojciech Zając                                          | Kraków   | Wyd. „Rock-Serwis”              | 1995      | 1    |       |       |
| Wielka rock encyklopedia                                                        | Wiesław Weiss                                           | Warszawa | Wyd. „Iskry”                    | 2000–2007 | 2    |       |       |

### Sport
| Tytuł                                   | Redaktor naczelny               | Miejsce  | Wydawca     | Rok       | L.t. | L.h. | L.il. |
| --------------------------------------- | ------------------------------- | -------- | ----------- | --------- | ---- | ---- | ----- |
| Encyklopedia sportów świata (2 wydania) | Wojciech Lipoński               | Poznań   | OW „Atena”  | 2001–2006 | 16   |      |       |
| Humanistyczna encyklopedia sportu       | Wojciech Lipoński               | Warszawa | SiT         | 1987      | 1    |      |       |
| Ilustrowana encyklopedia sportu         | Karine Delobel, François Fortin | Warszawa | Wyd. „Muza” | 2001      | 1    |      |       |
| Mała encyklopedia sportu                | Kajetan Hądzelek                | Warszawa | SiT         | 1984–1987 | 2    |      |       |

## Encyklopedie regionalne i lokalne
| Tytuł                                                                                               | Redaktor naczelny                                      | Miejsce   | Wydawca                    | Rok        | L.t. | L.h. | L.il. |
| --------------------------------------------------------------------------------------------------- | ------------------------------------------------------ | --------- | -------------------------- | ---------- | ---- | ---- | ----- |
| Bedeker kaszubski                                                                                   | Izabella Trojanowska, Róża Ostrowska                   | Gdańsk    | Wyd. Morskie,              | 1962       | 1    |      |       |
| Encyklopedia Chorzowa                                                                               | Grzegorz Grzegorek                                     | Katowice  | „Prasa i Książka”          | 2009       | 1    |      |       |
| Encyklopedia Gdańska                                                                                | Błażej Śliwiński                                       | Gdańsk    | Fundacja Gdańska           | 2012       | 1    |      |       |
| Encyklopedia Gdyni                                                                                  | Małgorzata Sokołowska                                  | Gdynia    | „Verbi Causa”              | 2006–2009  | 2    |      |       |
| Encyklopedya do krajoznawstwa Galicyi pod względem historycznym, statystyczym, topograficznym [...] | Antoni Schneider                                       | Lwów      | Komitet Wydziału Krajowego | 1868–1874. | 6    |      |       |
| Encyklopedia Krakowa (2 wydania)                                                                    | Antoni Henryk Stachowski                               | Warszawa  | WN PWN                     | 2000       | 1    |      |       |
| Encyklopedia Piekar Śląskich                                                                        | Grzegorz Grzegorek, Marzena Wzientek, Beata Witaszczyk | Katowice  | „Prasa i Książka”          | 2011       | 1    |      |       |
| Encyklopedia Radomia (2 wydania)                                                                    | Jerzy Sekulski (aut.)                                  | Radom     | ITE                        | 2009       | 1    |      |       |
| Encyklopedia Rzeszowa (2 wydania)                                                                   | Jan Draus                                              | Rzeszów   | „RS Druk”                  | 2004       | 1    |      |       |
| Encyklopedia sądecka                                                                                | Jerzy Leśniak, Augustyn Leśniak (aut.)                 | Nowy Sącz | Urząd Miasta               | 2000       | 1    |      |       |
| Encyklopedia Szczecina                                                                              | Tadeusz Białecki                                       | Szczecin  | US                         | 1999–2015  | 5    |      |       |
| Encyklopedia Tarnowa                                                                                | Andrzej Niedojadło                                     | Tarnów    | TTK                        | 2010       | 1    |      |       |
| Encyklopedia Warszawy (2 wydania)                                                                   | Stanisław Herbst                                       | Warszawa  | PWN                        | 1975       | 1    |      |       |
| Encyklopedia Wrocławia                                                                              | Jan Harasimowicz, Włodzimierz Suleja                   | Wrocław   | Wyd. Dolnośląskie          | 2000       | 1    |      |       |
| Encyklopedia Zawiercia                                                                              | Jerzy Abramski (aut.)                                  | Cieszyn   | Wyd. „Logos Press”         | 2015–2018  | 4    |      |       |
| Ilustrowana encyklopedia historii Łodzi                                                             | Arkadiusz Grzegorczyk                                  | Łódź      | Wyd. „Arcadia”             | 2008–2015  | 12   |      |       |
| Popularna encyklopedia Ziemi Kłodzkiej                                                              | Anna Franczukowska (aut.)                              | Nowa Ruda | Wyd. „Maria”               | 2009–2011  | 5    |      |       |

### Prawo
- Encyklopedya i methodologia obejmująca ogólny rys nauk i wiadomości prawnych, t. I (447 s.), Jan Kłodziński, Drukarnia przy ulicy Długiej No 591, Warszawa 1842,
- Encyklopedja prawa, czyli Rys organiczny nauk prawnych i politycznych na podstawie filozofji prawa osnuty [...], t. I (708 s.), Heinrich Ahrens; tł. z niem. Julian Głowacki, Petersburg, 1862,
- Encyklopedia i methodologia prawa, Karl Ludwig Arndts von Arnesberg, tłum. Feliks Mierzejewski, w drukarni Uniwersytetu Ś. Włodzimierza, Kijów, trzy wydania (?)-1866,
- Encyklopedja prawa obowiązującego w Polsce: praca zbiorowa z udziałem profesorów uniwersytetów polskich, t. 1 (219 s.), t. 2 (155 s.), red. Antoni Peretiatkowicz, Poznań: Fiszer i Majewski, 1923–1925,
- Encyklopedja podręczna prawa publicznego (konstytucyjnego, administracyjnego, i międzynarodowego) [...], t. 1-2, T. 1 (576 s.), (Abolicja – Państwo), T. 2 (1191 s.), (Państwo związkowe – Źródła lecznicze), wydawnictwo publikowane w zeszytach, 1-szy z. wyszedł w 1926 r. ostatni w 1930, Zygmunt Cybichowski, Warszawa: Bibljoteka Polska, 1926–1930,
- Encyklopedia praktyki prawniczej, t. I (586 s.), Prawo handlowe, red. Adam Daniel Szczygielski, Warszawa: Wydawnictwo „Prasa Prawnicza”, 1938,
- Encyklopedia podręczna prawa prywatnego: założona przez Henryka Konica, t. 1-4, T. 1 (614 s.), T. 4 (1885-2428 s.), red. Fryderyk Zoll i Jan Wasilkowski, Warszawa: Bibljoteka Polska, 1939,
- Encyklopedia prawa międzynarodowego i stosunków międzynarodowych, t. I (472 s.), Andrzej Abraszewski, Alfons Klafkowski, Wiedza Powszechna, 1976,
- Mała encyklopedia prawa, t.I (940 s.), red. Zygmunt Rybicki, Państwowy Instytut Wydawniczy, 1980,
- Encyklopedia obywatela PRL: status administracyjnoprawny, t. I (599 s.), Eugeniusz Smoktunowicz, ISBN 978-83-219-0360-6, Wyd. Prawnicze, 1987,
- Wielka encyklopedia prawa (1321 s.), ISBN 978-83-87611-73-6, Wydawnictwo Prawo i Praktyka Gospodarcza, 2005,

### Politologia
- Encyklopedia umiejętności politycznych, Robert von Mohl tłum. Antoni Białecki, t. 1-2, Warszawa 1864, druk Samuela Orgelbrandta[25] .
- Współczesna encyklopedja życia politycznego z uwzględnieniem życia gospodarczego : podręczny informator dla czytelników gazet. Wyd. nowe i uzup., 225 stron, Antoni Peretiatkowicz, Księgarnia św. Wojciecha, cztery wydania, Poznań ?, 1926, 1931, 1932,
- Encyklopedia nauk politycznych: (zagadnienia społeczne, polityczne i gospodarcze), T. 1 (A-D), T. 2 (E-J), T. 3 (K-M), T. 4 (N-P), Jan Reyman, Władysław Grabski, Wyd. Instytutu Społecznego i Instytutu Wydawniczego „Biblioteka Polska”, Warszawa 1936,
- Encyklopedia ONZ i stosunków międzynarodowych, t. I (727 s.), Edmund Osmańczyk, ISBN 978-83-214-0551-3, Wiedza Powszechna, 1986,
- Encyklopedia organizacji międzynarodowych, t. I (634 s.), aut. haseł: Andrzej Abroszewski, skorowidze Zbigniew Klepacki, Warszawa: Książka i Wiedza, 1975,
- Encyklopedia politologii, t. I-V, t. I „Teoria polityki” (316 s.) ISBN 978-83-88114-54-0, t. II „Ustroje państwowe” (472 s.) ISBN 978-83-88114-55-7, t. III „Partie i systemy partyjne” ISBN 978-83-88114-56-4, t. IV „Myśl społeczna i ruchy polityczne współczesnego świata” (395 s.) ISBN 978-83-88114-57-1, t. V „Stosunki międzynarodowe” (440 s.) ISBN 978-83-88551-69-7, red. Marek Żmigrodzki, Kantor Wydawniczy Zakamycze, 1999–2002,
- Popularna encyklopedia mass mediów, 1 tom (628 s.), Józef Skrzypczak, Wyd. Kurpisz SA, ISBN 978-83-88276-12-5, 1999.

### Religioznawstwo, filozofia i teologia

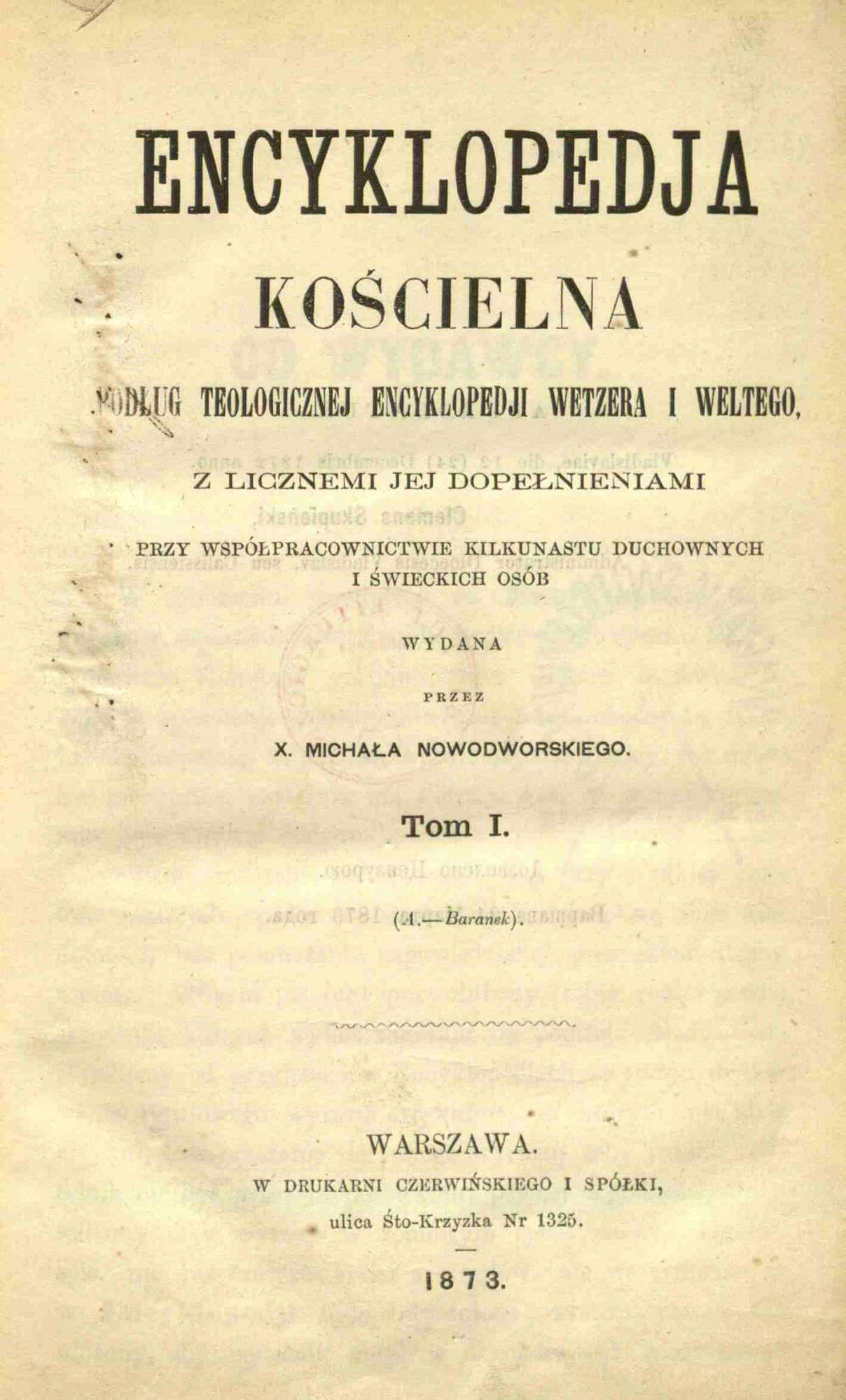
Encyklopedia kościelna tom I z 1873

- Encyklopedia theologica, sphaerarum emblematibus expressa perillustri, clarissimo, et admodum reuerendo Domino M. Martino Winkler, S. Th. doctori et professori, praeposito Sandomirien. decano S. Floriani, prouisori con tubernij Szmieszkouiani, S. R. secretario, dum pro loco inter S. theologiae doctores et professores almae Universitatis studij generalis Cracovien. in florentissima magnorum hospitum corona, magno cum omnium applausu et laetitia in lectorio DD. Theologorum responderet; a M. Raphaelo Casimiro Artenski, philos. doctore, ejusdemq’; regio et Tyliciano eloquentiae professore, collega maiore, ecclesiae coll: S. Annae canonico, in vim debiti cultus et applausus gratulatorij, consecrata, Rafał Kazimierz Arteński, Ex officina Francisci Cezary, S. R.M. illustriss. ac reuerendiss. Dni episcopi Cracouien. ducis Seueriae, necnon scholarum Nouoduorscianarum typogr., Cracoviae, Anno Dni 1683. die 9 Nouembris., Kraków, 1683,
- Encyklopedia kościelna teologicznej encyklopedyi Wetzera i Weltego z licznemi jej dopełnieniami przy współpracownictwie kilkunastu duchownych i świeckich osób, 33 tomy, T. XIII (Mabillon Jan-Maszewski) – (614 s.) rok 1880, T. XIV. (Matagne – Monety) – (630 s.), 1881, T. XV. (Monety – Nazary) – (612 s.), 1883, T. XVI. (Neander – Obrzędy) – (630 s.) 1885, T. XVII. (Obserwanci – Ozjasz) – (617 s.), 1891, T. XVIII. (Pabst – Pelagjusz II) – (614 s.) 1892, T. XIX. (Pelagjusz – Poczobut) – (628 s.), 1893, T. XX. (Poczytanie, poczytalność – -Poznanie) – (596 s.), 1894, T. XXI. (Pozytywizm – Prusy) – (648 s.), 1896, T. XXII. (Prymas – Radzimiński) – (578 s.), 1898, T. XXIII. (Radziwiłł – Rythovius) – (624 s.), 1899, T. XXIV. (Rytuał – Seleucja) (626 s.), 1900, red. ks. Michała Nadworskiego i Stefana Biskupskiego, nakładem redakcji Przeglądu Katolickiego, Warszawa 1873-1933[11] ,
- Encyklopedia katolicka, Lublin 1973–2014
- Podręczna encyklopedia kościelna, opracowana pod kierunkiem ks. ks. Stanisława Galla, Jana Niedzielskiego, Henryka Przezdzieckiego, Czesława Sokołowskiego, Antoniego Szlagowskiego, Antoniego Tauera i redaktora ks. Zygmunta Chełmickiego; Warszawa, 1904–1916, Tomy I-XLIV. (44 tomy).
- Religia - encyklopedia PWN. Tadeusz Gadacz, Bogusław Milerski (red. nauk.). Wyd. 1. T. 1-9. Warszawa: Wydawnictwo Naukowe PWN. Brak numerów stron w książce
- Encyklopedia mądrości wschodu. Buddyzm. Hinduizm. Taoizm. Zen, (439 s.), 4000 pojęć i ponad 100 ilustracji, P. Trzeciakowie, Warszawski Dom Wydawniczy, ISBN 83-7140-178-7, 1997[26][27] ,
- Encyklopedia mitologii: Grecy i Rzymianie, Celtowie, Germanie, Arthur Cotterell, tłum. Piotr Taracha, ISBN 978-83-87974-80-0, Wyd. RTW, 2000,
- Encyklopedia mitologii ludów indoeuropejskich, t. I (546 s.), Andrzej M. Kempiński, ISBN 978-83-207-1629-0, Iskry, 2001,
- Religie świata. Encyklopedia PWN (858 s.), PWN, 2006,
- Chrześcijaństwo. Encyklopedia PWN (888 s.), PWN, 2007

### Wojskowość
- Encyklopedia wojskowa, t. 1-8, wydawnictwo publikowane w zeszytach, 1931 – T. 1, 1932 – T. 2 (800 s., Cuszima-Garibaldyści), 1933 – T. 3 (800 s., Garigliano-Karabeni), 1934 – T. 4 (800 s., Karabin-Lehmann), 1936 – T. 5 (800 s., Lehwaldt-Obrączka), 1937 – T. 6 (798 s., Obrączki kościuszkowskie-Przemysł II), 1939 – T. 7 (801 s., Przemysł wojenny-Szybowiec), 1939 – T. 8 (Szybownictwo – Tajemnica), nieukończone, przerwane wybuchem wojny – wyszedł tylko 1 zeszyt, red. Otton Laskowski, Wojskowy Instytut Naukowo-Wydawniczy, Towarzystwo Wiedzy Wojskowej, Zakł. graf. „Polska Zjednoczona”, Warszawa 1931-1939[28] ,
- Mała encyklopedia wojskowa, t. I–III Józef Urbanowicz, MON, Warszawa, 1967, 1970, 1971.
- Encyklopedia materiałów wybuchowych, t. I (159 s.), Ludomir Heger, Warszawa: Wydaw-a Politechniki Warszawskiej, 1979,
- Encyklopedia Rewolucji Październikowej, t.I (488 s.), Ludwik Bazylow, Jan Sobczak, ISBN 978-83-214-0557-5, Wiedza Powszechna, 1987,
- Encyklopedia lotnictwa wojskowego, T. I-XVIII, 18 tomów, 2500 ilustracji, w tym ok. 1000 barwnych. Objętość wydawnicza całości wyniosła 150 arkuszy. Warszawa: Wydawnictwo Bellona 1993–1996[29] [30] ,
- Encyklopedia współczesnej broni palnej: od połowy XIX wieku, t. I (252 s.), Andrzej Ciepliński, Ryszard Woźniak, ISBN 978-83-86028-01-6, WIS, 1994,
- Wielka ilustrowana encyklopedia Powstania Warszawskiego, Jan Kreusch, Andrzej Krzysztof Kunert, Piotr Rozwadowski, Bellona, 1997, ISBN 978-83-11-09261-7.
- Czołgi i pojazdy bojowe Ilustrowana encyklopedia, Vesper 2010[31].
- Encyklopedia wojen napoleońskich, 636 stron, tabele, ilustracje, Robert Bielecki, Wydawnictwo Trio, ISBN 83-85660-75-5, 2002,
- Encyklopedia wojskowa, t. I–II, A-M (600 s.), N-Ż (607 s.), ISBN 978-83-11-10727-4, Dom Wyd. Bellona, 2007,
- Encyklopedia wojskowa: dowódcy i ich armie, historia wojen i bitew, technika wojskowa, t. I–II, t. II (650 s.), Andrzej Krupa, ISBN 978-83-01-15175-1, Wyd. Nauk. PWN, 2007,
- Encyklopedia konspiracji Wielkopolskiej: 1939–1945, t. I (816 s.), Marian Woźniak, ISBN 978-83-85003-97-7, Instytut Zachodni, 1998.

### Biologia i przyroda
- Mała encyklopedia przyrodnicza, T. 1,  945 s., czarno białe zdjęcia, rysunki oraz schematy, PWN, Warszawa, dwa wydania 1957 i 1962,[32][33]
- Encyklopedia biologiczna, t. 1-13, T. 1 (A-Bn, 431 s.), T. 2 (Bo-Dn,410 s.), T. 3 (Do-Gi, 411 s.), T. 4 (Gl-Ja, 410 s.), T. 5 – (Ją-Kr, 430 s.), T. 6 – Ks-Mn, 428 s.,T. 7 (Mo-Oś, 412 s.), T. 8 (Ot-Pr, 474 s.), T. 9 (Ps-Si, 382 s.), T. 10 (Sj-Ti, 430 s.), T. 11 (Tk-Wr, 406 s.), T. 12 (Ws-Ż. Suplement, 382 s.), T. 13 (Suplement. Słownik Taksonomiczny, 402 s.), ok. 35 tysięcy haseł z wszystkich dziedzin biologii, takich jak botanika, zoologia, systematyka, morfologia, anatomia, antropologia, ekologia, ewolucjonizm, paleontologia, fito- i zoogeografia, biofizyka, biochemia, mikrobiologia, wirusologia, fizjologia, genetyka czy biologia molekularna, ponad 2 tys. ilustr. barw. i cz.-b.; bibliografia, słownik taksonomiczny łac.-pol., opracowanie naukowe prof. Czesław Jura i prof. Halina Krzanowska, zestaw haseł dr Jacek Godula, ISBN 83-85909-53-2, Wyd. Opres, Kraków 1998−2000,
- Wielka encyklopedia roślin ogrodowych od A do Z, t. I (1080 s.), Christopher Brickell, tłum. Ewa Bieńkowska-Mochtak, ISBN 978-83-7200-239-6, Muza, 1999,
- Zwierzęta. Encyklopedia ilustrowana. PWN, 2005
- Encyklopedia – biologia, t. I (624 s.), Ewa Sołtys, ISBN 978-83-7327-756-4, Wydawnictwo Greg, 2006,

### Nauki ścisłe
- Encyklopedia fizyki, t. I–III, I. A-K (926 s.), II. L-Z (926 s.), III – (958), I. S. Abramson, tłum. z rosyjskiego, red. Jacek Bańkowski, PWN, (1972),
- Mała encyklopedia statystyki, t. I (771 s.), red. Wiesław Sadowski, Państwowe Wyd. Ekonomiczne, 1976,
- Encyklopedia fizyki współczesnej, t. I (1071 s.), ilustracje czarno-białe i kolorowe, zdjęcia, Andrzej Kajetan Wróblewski, Piotr Decowski, Marian Grynberg, Bronisław Kuchowicz..., ISBN 978-83-01-00391-3, Państwowe Wydawnictwo Naukowe, (1983),
- Ilustrowana encyklopedia dla wszystkich. Fizyka, t. I (338 s.),  2500 haseł, ilustracje czarno-białe i kolorowe, zdjęcia, Andrzej Januszajtis, Grzegorz Białkowski, Jerzy Marian Langer, Waldemar Adamowicz, Adam Barcz, ISBN 83-204-0432-0, Wydawnictwa Naukowo-Techniczne, (1987)[34] ,
- Encyklopedia – matematyka, t. I (439 s.), red. Agnieszka Nawrot, ISBN 978-83-7517-015-3, Wydawnictwo Greg, 2008,

### Informatyka, komunikacja
- Encyklopedia pocztowa: alfabetyczny zbiór przepisów pocztowych dla wykonawczej służby Poczt.-Telekom., t. I (546 s.), Adam Solecki, Gdańsk: Związek Zawodowy Pracow. Poczt-Telegr. i Tel. Zadząd Okręgowy, 1945.
- Encyklopedia maszyn cyfrowych, t. I (332 s.), Jerzy Loska, Maciej Stolarski, Czesław Syc, Wojskowa Akademia Techniczna im. Jarosława Dąbrowskiego, Warszawa, 1969,
- Maleńka encyklopedia wielkiej cybernetyki, 1 tom (287 s.), aut. Wiktor Pekelis, tł. z jęz. ros. Tadeusz Nowosad, Wydawnictwa Szkolne i Pedagogiczne, Warszawa, 1975,
- Encyklopedia informatyki, 1 tom (460 s.), Stanisław Kruk, ISBN 83-86644-05-2, wyd. Pracownia Komputerowa Jacka Skalmierskiego, 1996,
- Encyklopedia komputerów, 1 tom (15 000 haseł, ilustracje, schematy, 1120 s.), polska wersja ComputerDesktop Encyclopedia, aut. Alan Freedman, tłum. Michał Dadan, Paweł Gonera, Paweł Koronkiewicz, Radosław Meryk, Piotr Pilch, 2004,

### Technika i przemysł

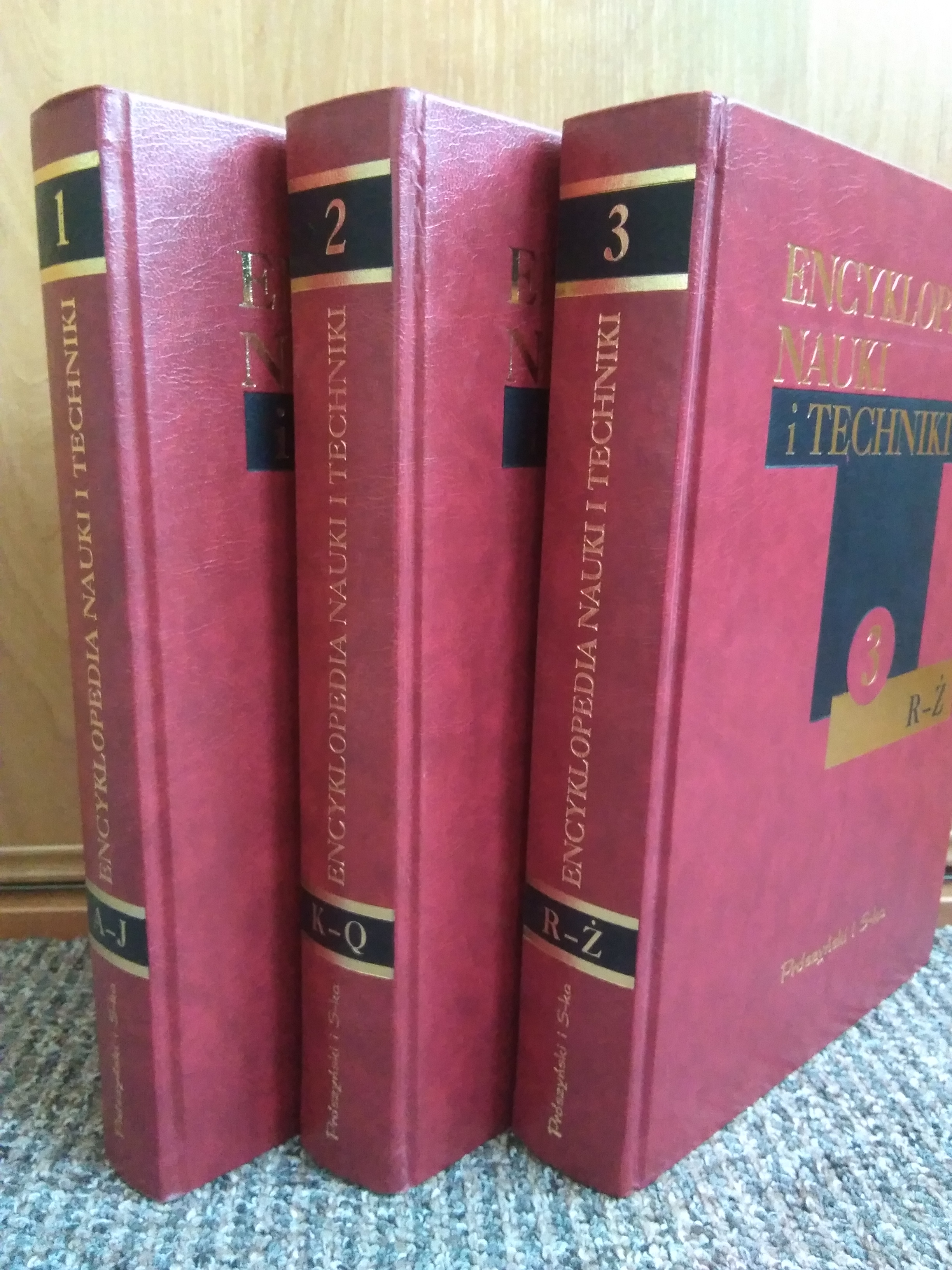
Encyklopedia Nauki i Techniki wydawnictwa Prószyński i S-ka

- Encyklopedia technologii chemicznej, t. I (403 s.), litografie, wydana staraniem Stanisława Krupińskiego, Kraków, 1894[11] ,
- Encyklopedya techniczna. Podręcznik praktyczny technologii chemicznej w zastosowaniu do przemysłu, rękodzieł, rzemiosł, sztuk, rolnictwa i gospodarstwa domowego opracowana podług najnowszych źródeł, t. I (801 s.), 187 drzeworytów, A. Winberg, J. Wiernik, St. Prauss, M. Flaum i E. Małuszczycki, Warszawa (1898)[35] ,
- Encyklopedya nauk inżynierskich podług wykładów pr.dra Jana Boguckiego, t. I (463 s.), Kółko Mechaników Tow. Br. Pom. St. Polit., Lwów, 1908,
- Encyklopedja przemysłu i handlu wełnianego, t. I (199 s.), Stefan Katelbach, Warszawa: Instytut Szerzenia Praktycznej Wiedzy Przemysłowej, 1932,
- Encyklopedia elektrowni, t. I (165 s.), Edmund Piotrowski, Politechnika Śląska, Gliwice: Państwowe Wydawnictwo Naukowe, 1952,
- Encyklopedia instalacji, t. I, zeszyty (136 s. Ogrzewanie i wentylacja) Witold Kamler, Cz. 3 (Urządzenia i instalacje elektryczne, 95 s.), Edward Kobosko, Naczelna Organizacja Techniczna. Polski Związek Inżynierów i Techników Budownictwa, Warszawa: Polski Związek Inżynierów i Techników Budownictwa, 1952,
- Encyklopedia „Przyroda i technika”: zagadnienia wiedzy współczesnej, t. I (1251 s.), Józef Hurwic, red. map Tadeusz Garlej, rys. Adam Werka, Wiedza Powszechna, 1963,
- Encyklopedia kolejnictwa, t. I (487 s.), red. Bohdan Cywiński, wyd. Wydawnictwa Komunikacji i Łączności, Warszawa trzy edycje (1964), 1966, 1969,
- Encyklopedyczny słownik techniczny, s. 792, pod redakcja ̨Sergiusza Czerni, Wydawnictwa Naukowo-Techniczne, (1968),
- Mała encyklopedia techniki, 1672 stron, Adam Troskolański, PWN, Warszawa, (1960), (1973).
- Encyklopedia techniki, t. 1 (Teleelektryka, 851 s.) red. Janusz Groszkowski, Jan Baranowski, t. 2 (Podstawy techniki, 975 s., 6500 haseł, red. Stefan Błażewski, Grzegorz Papliński), t. 3 – (Przemysł lekki, 811 s., ISBN 978-83-204-0574-3 red. Anna Schellenberg, Stefania Bryc), (Chemia, 1052 s., red. Janusz Ciborowski, Anna Schellenberg, Jan Zienkowicz), t. 4 (Budowa maszyn, 1146 s.), t. 5 (Materiałoznawstwo, 911 s.), t. 6 (Przemysł spożywczy, 928 s.), t. 7 (Energia jądrowa, 607 s., 3500 haseł), t. 9 (Technika ogólna), t. 10 (Elektronika, 861 s., ISBN 83-204-0198-4 red. Janusz Majcher, Jerzy Antoniewicz), t. 11 (Automatyka), praca zbiorowa, Wydawnictwa Naukowo-Techniczne, Warszawa, 1965–1978,
- Ilustrowana encyklopedia dla wszystkich, seria ilustrowanych encyklopedii technicznych i naukowych: Kosmonautyka – Andrzej Marks (1971), (420 s., il.); Radio i telewizja – Aleksy Brodowski, Jerzy Chabłowski, Jerzy Auerbach, (1971), (468 s., il); Ilustrowana encyklopedia dla wszystkich. Lotnictwo – Zdzisław Brodzki, Stefan Górski, Ryszard Lewandowski, trzy wyd. (1971, 1975, 1979), (335 s., il.)[36] ; Maszyny – Wiktor Surowiak, T. Dobrzański, (1973), (s. 519, 2300 haseł, ok. 700 czarno-białych ilustracji)[37] ); Architektura i budownictwo – Witold Szolginia (s.458, il.), trzy wyd. (1971, 1975, 1991); Fizyka – Waldemar Adamowicz (s. 338, il.), trzy wyd. (1985, 1987, 1991); Samochody – Maciej Bernhardt, (1977), (s.279, il.); Okręty i żegluga – Zbigniew Grzywaczewski, (1977), (514 s., il.); Podstawy fotografii – Mikołaj Iliński, Ryszard Kreyser, (1981). (238 s., il., fot.); Chemia – Jan Brzeziński, trzy wyd. (1980–1990), (343 s., il.); Wydawnictwa Naukowo-Techniczne, Warszawa, 1971–1991[37] ,
- Encyklopedia technik wytwarzania stosowanych w przemyśle maszynowym, T. 1 (270 s.), Obróbka bezwiórowa i cieplna, przetwórstwo tworzyw sztucznych, T. 2 (270 s.), Obróbka skrawaniem, montaż, red. Jerzy Erbel, Warszawa: Wydawnictwa Politechniki Warszawskiej, 1974,
- Encyklopedia technik, Tom I, Erbla Jerzy, Politechnika Warszawska, Warszawa 1975.
- Encyklopedia techniki: metalurgia, t. 1 983 s., red. Tadeusz Malkiewicz, Janusz Czermiński, Bohdan Ciszewski, Wydawnictwo „Śląsk”, 1985,
- Encyklopedia techniki wojskowej, s. 855, praca zbiorowa, ponad 6000 haseł, około 1700 rysunków i fotografii tekstowych, ponad 150 tabel, 88 tablic fotograficznych, 32 tablice wielobarwne, Jerzy Modrzewski, MON, Warszawa, dwa wydania: 1978 i 1987.
- Encyklopedia odkryć i wynalazków: chemia, fizyka, medycyna, rolnictwo, technika, t.I (479 s.), red. Bolesław Orłowski, Zbigniew Płochocki, Zbigniew Przyrowski, ISBN 978-83-214-0021-1, Wiedza Powszechna, 1979,
- Wielka encyklopedia samochodów: 100 lat historii, 2500 marek z 65 krajów, t. I (320 s.), Harald H. Linz, Halwart Schrader, tłum. Jerzy Adamik, ISBN 978-83-7071-049-1, Res Polona, 1992,
- Encyklopedia nauki i techniki, 3 tomy, t. 1 (A-J), t. 2 (K-Q), t. 3 (R-Ż), Prószyński i S-ka, 2002,
- Encyklopedia inżynierii morskiej, t. I (554 s.), Bolesław Kazimierz Mazurkiewicz, dwa wydania: Wyd. Morskie, ISBN 83-215-2523-7, Gdańsk, (1986) oraz uzupełnione Fundacja Promocji Przemysłu Okrętowego i Gospodarki Morskiej, ISBN 978-83-60584-15-6, 2009,

### Gospodarka, ekonomia, zarządzanie
- Mała encyklopedya kupiecka zawiérająca jeografią i historyą handlową, naukę o wexlach i papierach skarbowych [...] oraz zasady pięknego pisania, t. I (283 s.), L. Friedhuber de Grubental, druk S.H. Merzbach, Warszawa, 1848,
- Encyklopedia handlowa podręczna, t. I (666 s.), wydana staraniem red. Gazety handlowej. Warszawa, wydaw. S. Czarnowskiego, 1881[11] ,
- Encyklopedya handlowa, t. I (1032 s.), red. Adolf Dygasiński, wydana staraniem i nakł. Red. „Gazety Handlowej” przy współudz. „Gazety Losowań”, druk. E. Lubowskiego, Warszawa 1889–1891[11] ,
- Encyklopedja handlowa Orgelbranda, t. 1-2, T. 1 (A-O, 414 s., 27 map, 1 tabl., 5 rycin), T. 2 (P-Ż, suplement, 349 s., [15] k. tabl.: il., errata), Tow. Akc. S. Orgelbranda Synów, Warszawa, 1914,
- Encyklopedia mała gospodarstwa i przemysłu dla kobiet, t.I (334 s.), wydana nakł. i staraniem redakcyi Przedświtu, Lwów, H. Altenberg, druk. E. Ostruszki, 1893–1894[11] ,
- Encyklopedja towarowa: przeznaczona dla handlu, przemysłu, rękodzieła oraz inteligentnego ogółu, zawiera opis najczęściej w handlu spotykanych towarów z uwzględnieniem sposobu otrzymywania tychże w związku z ich chemicznem oraz praktycznem zastosowaniem, red. Kazimierz Malczewski, Jan Wójcik, Lwów: „Odrodzenie”, 1923,
- Encyklopedia towarowa, T. 1-2, T. 1 (212 s.), T. 2 (515 s.), Artur Drewnowski, "Lux" Wilno 1929–1930[38] [39] ,
- Podręczna encyklopedia handlowa, T. 1-3, T. 1 (A – Ko, 1-546 s.), T. 2 (Kradzież – Przejęcie długu, 550 – 1108 s.), T. 3 (Przejęcie przeds. handl. – Ż, 1109 – 1566 s.), wyd. zbiorowe. Pod red. Stanisława Waschki i B. Olszewicza przy współudz. komitetu red. Franciszka Maciejewskiego, J. Hryniewieckiego, S. Kruszelnickiego, Nakł. Poznańskiej Sp. Wyd., Izba Przemysłowo Handlowa, Poznań 1931,
- Encyklopedia podstawowych wiadomości dla kupiectwa wiejskiego, t.I, wydanie zeszyt. 1-3, red. Władysław Wierzchołek, Zrzeszenie Kupców Wiejskich, 1938,
- Mała encyklopedia ekonomiczna, t. I (851 s.), red. Maksymilian Pohorille, Państwowe Wydawan. Ekonomiczne, 1961.
- Mała encyklopedia rachunkowości, t. I (973 s.), red. Stanisław Skrzywan, Państwowe Wyd. Ekonomiczne, 1971,
- Mala encyklopedia ekonomiczna, t. I (1043 s.), red. Kazimierz Sekomski, Państwowe Wydawnictwo Ekonomiczne, 1974,
- Mała encyklopedia prakseologii i teorii organizacji, t. I (346 s.), red. Tadeusz Pszczołowski, Zakład narodowy imienia Ossolińskich-Wydawnictwo, 1978,
- Encyklopedia organizacji i zarządzania, Leszek Pasieczny, Państwowe Wyd. Ekonomiczne, 1981,
- Encyklopedia gospodarki materiałowej (692 s.), red. Tadeusz Wojciechowski, Państwowe Wyd. Ekonomiczne, 1989.
- Encyklopedia prawa bankowego, t. I (919 s.), Wojciech Pyzioł, ISBN 978-83-87558-95-6, Wydawnictwo Prawnicze LexisNexis, 2000.
- Ekonomia od A do Z: encyklopedia podręczna, t. I (519 s.), Sławomir Sztaba, ISBN 978-83-60501-79-5, Wydawnictwa Akademickie i Profesjonalne, 2007.
- Encyklopedia zarządzania: podstawowe kategorie i terminy, 1 tom (1203 s.), Józef Penc, ISBN 978-83-60902-01-1, Wyższa Szkoła Studiów Międzynarodowych, 2008,

### Medycyna
- Encyklopedya ilustrowana medycyny i higieny popularnej, według opracowana i do naszych stosunków zdrowotnych zastosowana przez J. Starkmana, t. I (756 s.), red. Paweł Bonami, nakład autora, druk. S. Orgelbranda synów, 1892[11] ,
- Encyklopedia kieszonkowa lekarsko-hygieniczna. Informacye dla zdrowych i chorych, t. I (341 s.), z 2go wyd. niemiec. tłum. dr. med. Ludwik Wolberg, Warszawa, S. Lewental, 1895[11] ,
- Encyklopedya rodzinna: największy i najlepszy podręcznik do pielęgnowania zdrowia, urody i szczęścia, 2 tomy: 1 tom 516 stron, 2tom 506 s., 460 ilustracji, Anna Fischer-Dueckelmann, tłum. Teresa Jaroszewska, A. Czarnowski, wyd. A.A. Paryski, 1913.
- Encyklopedia farmaceutyczna, t. 1-10, T. 1 (A – Amonowy siarczek, 384 s.), T. 2 (Amonowy sulfoarsenian – Antyseptyk, 384 s.), T. 4 (Anthyrium – Barowy sebacynian, 384 s.), T. 5 (Barowy siarczan – Borlint, 384 s.), T. 6 (Bormann’abłona – Carbactiv, 376 s.), T. 7 – (Carbadal-chininum uricum, 384 s.), T. 8 – (Chininum urinicum-codeine, 383 s.), 1938 – T. 9 (Codeinum-cortex myricis, 380 s.), T. 10 (Cortex myricae nagi-dactylon, 384 s.), Ludwik Rządkowski, Poznań: Wydawnictwo Encyklopedii Farmaceutycznej Leon, Mikołaj, Wawrzyniec Misiak i S-ka, 1918–1939,
- Encyklopedja życia, t 1-2, T. 1 (548 s.), 27 kol. tabl., ilustr., T. 2 (758 s.), 20 k. tabl., ilustr., Henryk Rodowski, Poznań: Księg. Sztuka, 1925,
- Encyklopedia wiedzy seksualnej: dla lekarzy, prawników i socjologów, t. 1-4, T. 1 (A-K, 509 s.), T. 2 (L-P, 478 s.), T. 3 (P-S, 479 s.), T. 4 (S-Ż, 505 s.), oprac. przez Maxa Marcuse przy współudz. Zygmunta Freuda, red. Stanisław Higier, Wyd. Lekarskie „Eskulap”, Warszawa, 1937,
- Nowoczesna encyklopedia zdrowia, T. 1-4, T. 1 (Zarys anatomii i fizjologii, Elementy budowy organizmów roślinnych i zwierzęcych, Budowa i czynności organizmu ludzkiego, Przemiana materii, Jak powstają choroby, 400 s., tablice), T. 2 (Rozwój historyczny rozpoznawania i leczenia chorób, Rys historyczny lecznictwa chirurgicznego, Rozpoznawanie chorób, Podstawowe zjawiska chorobowe i ich wytłumaczenie, Nowotwory, Choroby serca i naczyń krwionośnych, Odporność w chorobach zakaźnych, Choroby zakaźne, Gruźlica płuc, 397 s., tablice), T. 3 (Choroby narządu oddechowego, Choroby układu pokarmowego, Schorzenia układu moczowego, Choroby przemiany materii, Schorzenia gruczołów dokrewnych, Choroby krwi, Choroby wywołane jakościowo niedostatecznym pożywieniem, Choroby nerwowe., tablice; 395 s.), T. 4 (Choroby psychiczne, Psychonerwice, Choroby oczu, Choroby nosa, jamy ustnej, gardła, krtani i uszu, Choroby uzębienia i szczęk, Schorzenia gośćcowe i rzekomo gośćcowe, 403 s., tablice), redakcja dr. med. Adolf Rząśnicki, Wydawnictwo: Minerwa, Warszawa 1937–1939,
- Mała encyklopedia medycyny: A-G.. H-O.. P-Ż, Tomy 1-3, t. 1 – s. 381, t. 2- 300 s., 7100 haseł: 5200 właściwych i 1900 odsyłaczy, ok. 510 ilustracji (258 fotografii oraz 250 rys.), 16 tablic kolorowych oraz 25 tabel, Państ. Wyd. Naukowe, ISBN 83-01-08835-4, Warszawa sześć wydań 1979, 1982...1988, 1989,
- Encyklopedia dla pielęgniarek, t. I (491 s.), red. Józef Bogusz, aut. Ada Anczykowa, Warszawa: Państ. Zakład Wydawnictw Lekarskich, 1982,
- Seksuologia: zarys encyklopedyczny, t. I (464 s.), red. Kazimierz Imieliński, ISBN 83-01-04824-7, Warszawa: Państwowe Wydawnictwo Naukowe, 1985,
- Mała encyklopedia medycyny: A-G.. H-O.. P-Ż, Tomy 1-3, s. 381, Państ. Wyd. Naukowe, ISBN 978-83-01-06177-7, Warszawa 1990,
- Domowa encyklopedia medyczna, s. 256, Edward Towpik, Zakład narodowy imienia Ossolińskich, ISBN 978-83-04-03680-2, Warszawa 1991,
- Encyklopedia badań medycznych: ilustrowana encyklopedia dla pacjenta, t. I (600 s.), Leszek Kalinowski, ISBN 978-83-905369-4-1, Wyd. Oświatowe, 1996,
- Mała encyklopedia medycyny, s. 1049, Piotr Kostrzewski, Janusz Ziółkowski, Wyd. Naukowe PWN, ISBN 978-83-01-12729-9, Warszawa 1999,
- Encyklopedia zielarstwa i ziołolecznictwa, t. I (645 s.), Halina Strzelecka, Józef Kowalski, ISBN 978-83-01-13132-6, Wyd. Naukowe PWN, 2000,
- Encyklopedia zdrowia. PWN, 2011, T. 1-2
- Wielka encyklopedia medyczna. Agora 2011, T. 1-23
- Encyklopedia balneologii i medycyny fizykalnej oraz bioklimatologii, balneochemii i geologii uzdrowiskowej, t. I, 349 s., Irena Ponikowska, Wydawnictwo Aluna, Warszawa, ISBN 978-83-932504-5-5, 2015.

### Rolnictwo, hodowla, rybactwo i leśnictwo
- Encyklopedia rolnictwa i wiadomości związek z niem mających, T. 1-5, T. 1 (A-C, 769 s.), T. 2 (D-G, 1219 s.), T. 3 (G-K, 740 s.), T. 4 (L-O, 877 s.), T. 5 (P-Ż, 913 s.), red. Jan Tadeusz Lubomirski, Edmund Skawiński, Stanisław Przystański, Ludwik Józef Krasiński, Leopold Kronenberg, Józef Florian Zamoyski, Warszawa, 1873-1879[12]
- Encyklopedia rolnicza i rolniczo-przemysłowa, T. 1-3, t. 1 (785 s.), t. 2 (788 s.), t. 3 (734 s.), red. A. Strzelecki, H. Kotłubaj. Wyd. Rolnik i Hodowca, Gebethner i Wolff, druk. Władysława Szulca i Ski, Warszawa 1888-1890[11] ,
- Encyklopedya rolnicza wydawana staraniem i nakładem Muzeum Przemysłu i Rolnictwa w Warszawie. t. I-XI, zeszytów 1–106, T. I. (A – Cłiirurgja), 1890 (867 s.), T. II. (Chleb – Esparceta), 1891 (918 s.), T. III. (Fabr. nawozów sztucz. – Handel inw. żyw.), 1894 (778 s.), T. IV. (Handel spirytusem – Karczowanie), 1895 (762 s.), T. V. (Kardy – Ludność rolnicza), 1895 (798 s.), T. VI. (Łąki – Mleko), 1896 (834 s.), T. VII. (Młocarnia – Nawozy), 1898 (761 s.), T. VIII. (Nawożenie – Piwowarstwo), 1899 (713 s.), 6 tabl. chromolitografie, T. IX. (Plenipotencya – Serowarstwo), 1900 (848 s.), T. X. (Siano – Wełnictwo), 1901 (731 s.), T. XI. (Węgiel – Żywokost), i Skorowidz, 1902 (392 s. + XCVII s.), Jerzy Alexandrowicz, Władysław Andrychiewicz, Muzeum Przemysłu i Rolnictwa w Warszawie, wyd. Gebethner i Wolff, Druk K. Kowalewskiego, Warszawa 1890-1902[11] ,
- Praktyczna encyklopedia gospodarstwa wiejskiego, wydanie zeszytowe, Maurycy Trybulski, Edward Nehring, Tadeusz Chrząszcz, Adam Szwarc, Zygmunt Chmielewski, Stanisław Turczynowicz, Lucjan Dobrzański, Wydawnictwo Towarzystwa Oświaty Rolniczej, nakład Księgarni Rolniczej, Druk. Synów St. Niemiry, dwa wydania, Warszawa 1921–1939,
- Encyklopedia ochrony roślin, t.I (934 s.), red. Stanisław Gałecki, aut. Jerzy Achremowicz, Warszawa: Państ. Wyd. Rolnicze i Leśne, 1963,
- Encyklopedia ekonomiczno-rolnicza, t. I (1371 s.), Ryszard Manteuffel, ISBN 978-83-09-00654-1, Państwowe Wyd. Rolnicze i Leśne, 1964, 1984,
- Mała encyklopedia leśna. Państwowe Wydawnictwo Naukowe, Warszawa 1991.
- Wielka encyklopedia pszczelarstwa. Morawski Mateusz, Moroń-Morawska Lidia. Wydawnictwo: Dragon, 2017.

## Encyklopedie szkolne dla dzieci i młodzieży

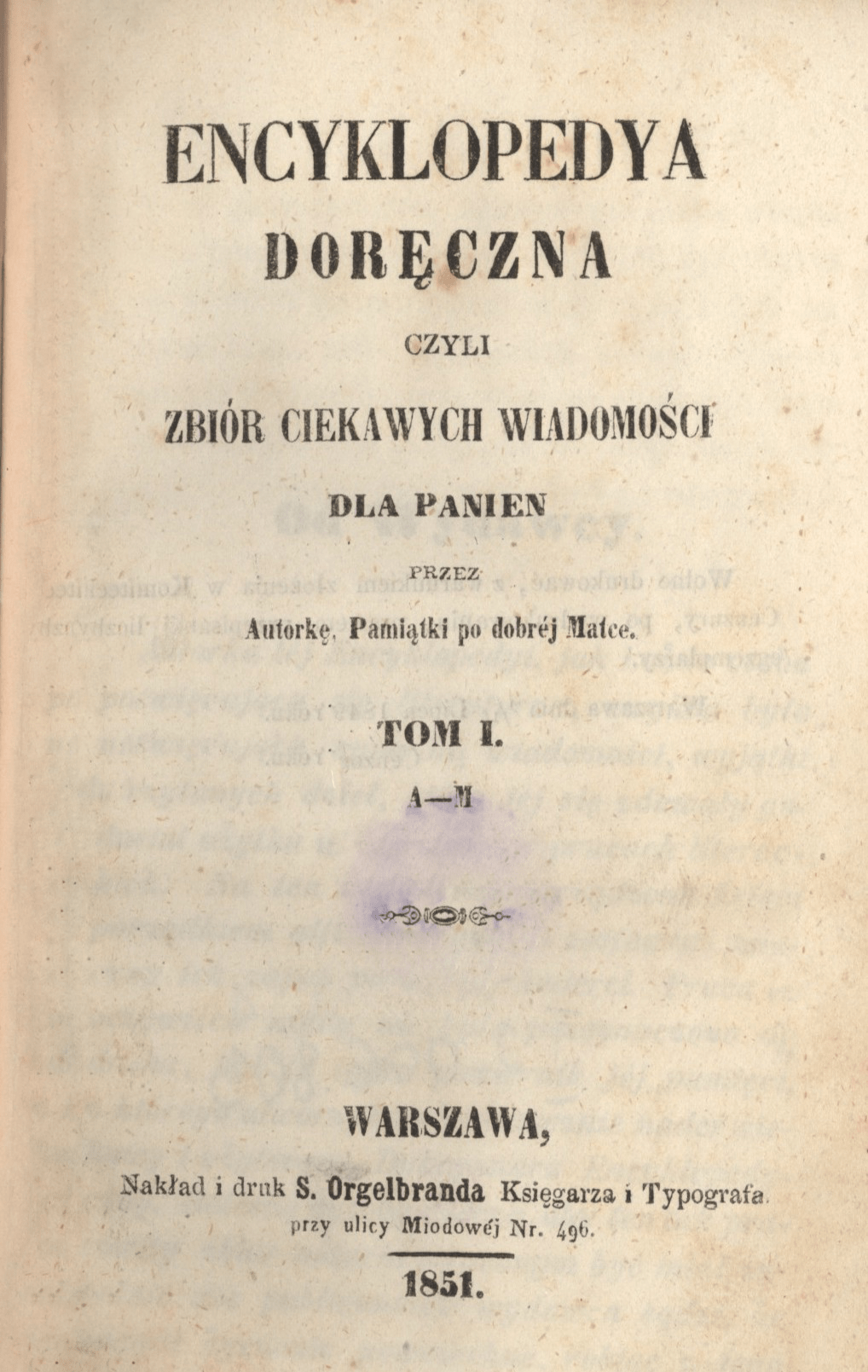
Encyklopedya doręczna, Klementyna Tańska-Hoffmanowa, 1851

- Małe muzeum dla pilnych dzieci, T. 1–2. Warszawa: A. Brzezina, (1830)[40] ,
- Encyklopedia dla małych dzieci w przekładzie Jana Juliana Szczepańskiego (1842)[40] ,
- Encyklopedya doręczna; czyli, Zbiór ciekawych wiadomości dla panien, 2 tomy, t. I (167 s.), t. II (170 s.), Klementyna Tańska-Hoffmanowa, Berlin-Lipsk 1849–1851, wyd. 2, S. Orgelbrand, Warszawa, 1851,
- Zbiór wszystkich umiejętności dla młodocianego wieku niezbędnych, Michalina J. Elkana (opracowanie dwujęzyczne polsko-francuskie, 1845–1856)[40] ,
- Nowa encyklopedia dla dzieci, T. 1-3, 952 strony, 40 tablic z rycinami, anonim P.D., (1857)[40] ,
- Ilustrowany abecadlnik historyczny dla dzieci polskich, Teofil Nowosielski, Warszawa nakładem A. Nowoleckiego, (1862)[40] ,
- Encyklopedya dla dzieci, t. I (346 s.), z 151 rysunkami, ułożyli Feliks Bogacki i Stanisław Krzemiński, Warszawa, nakł. Prawdy, druk. K. Kowalewskiego, 1891-1892[11] ,
- Encyklopedia dla dzieci „Polska – moja Ojczyzna, Warszawa 1976, „Wiedza Powszechna”[41]
- Ilustrowana encyklopedia dla dzieci, aut. Jane Elliot i Colin King; współpr. Susan Crawford, Annabel Craig, Ingrid Cranfield, Sylvia Tate; przekł. Józef Kołodziej, ISBN 83-85063-76-5, Res Polona, Łódź 1991.
- Ilustrowana encyklopedia szkolna, tłumaczenie angielskiego wydania Jerzy Kacperski, Fizyka s. 126, ISBN 83-85063-76-5, Chemia s. 128, ISBN 83-85063-75-7, Res Polona, Łódź 1992,
- Encyklopedia szkolna PWN: Geografia (4,5 tys. haseł), 707 s., 2002, Państwowe Wydawnictwo Naukowe
- Encyklopedia szkolna PWN: Biologia (6 tys. haseł), 616 s., 2002
- Encyklopedia szkolna PWN: Historia (6 tys. haseł), 688 s., 2002
- Encyklopedia szkolna PWN: Matematyka Fizyka Chemia (5 tys. haseł), 615 s., 2004
- Encyklopedia szkolna PWN: Literatura (5 tys. haseł), 616 s., 2003
- Encyklopedia szkolna PWN: Wiedza o społeczeństwie (3 tys. haseł), 613 s., 2009
- Encyklopedia szkolna WSiP: Biologia (3 tys. haseł, 1,2 tys. ilustracji), 1048 s., 2005 (wyd. 2), Wydawnictwa Szkolne i Pedagogiczne
- Encyklopedia szkolna WSiP: Geografia (2,7 tys. haseł, 1 tys. ilustracji), 788 s., 2006
- Encyklopedia szkolna WSiP: Nauka o języku (0,9 tys. haseł), 351 s., 2006
- Encyklopedia szkolna WSiP: Literatura Wiedza o kulturze (2 tys. haseł, 0,7 tys. ilustracji), 964 s., 2006
- Encyklopedia szkolna WSiP: Matematyka (1 tys. haseł), 513 s., 1997 (wyd. 3)
- Encyklopedia szkolna WSiP: Chemia (1,7 tys. haseł), 749 s., 2001
- Encyklopedia szkolna WSiP: Fizyka z astronomią (2,2 tys. haseł), 958 s., 2002
- Encyklopedia szkolna WSiP: Historia (2,5 tys. haseł, 1,4 tys. ilustracji), 1111 s., 2004 (wyd. 4)
- Encyklopedia szkolna WSiP: Literatura i nauka o języku, 911 s., 1999 (wyd. 2)
- Encyklopedia dla młodzieży, 336 s., 1992, Larousse (wyd. BGW)
- Britannika – encyklopedia szkolna (edycja polska), 24 tomy + 2 tomy indeks, 1999–2001, wyd. Kurpisz